# LKS Pomorze Stargard
LKS Pomorze Stargard – stargardzki klub sportowy utworzony w 1959 z sekcji działającej przy Kolejowym Klubie Sportowym Błękitni. Wchodził w skład Krajowego Zrzeszenia Ludowe Kluby Sportowe. Początkowo zajmował pomieszczenia w piwnicach ratusza, następnie po oddaniu do użytku stadionu został przeniesiony do budynku przy ul. Sportowej 1. Klub posiadał sekcje: lekkiej atletyki, kolarską, żeglarską, brydża, podnoszenia ciężarów, siatkówki, strzelecką, tenisa stołowego, zapasów. Obecnie funkcjonuje sekcja lekkiej atletyki. Klub miał dwie przystanie jachtowe nad Miedwiem oraz Stadion Lekkoatletyczny im. dr. Jerzego Cieśli przy ul. Sportowej, w 2008 powstał Lekkoatletyczny Ludowy Klub Sportowy „Pomorze”, w 2010 Wiodący Międzyszkolny Ludowy Klub Sportowy „Pomorze” Stargard.

## Geneza i rozwój stargardzkiego sportu po 1945

### Powstanie pierwszych klubów sportowych 1945–1946

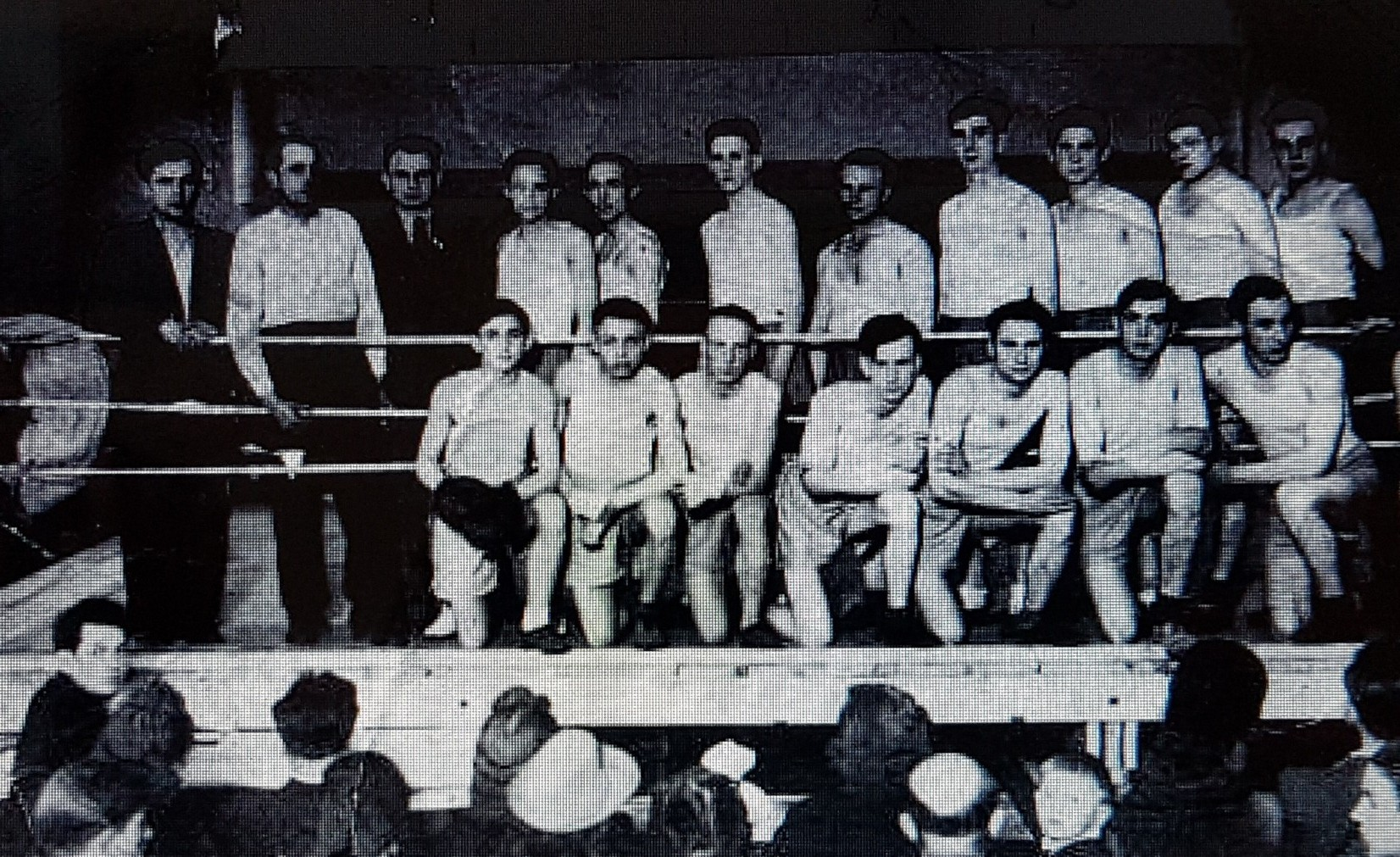
Stargard. Sekcja bokserska

Historia powojennego sportu stargardzkiego zaczęła się 18 kwietnia 1945. Wśród pierwszych osadnikówstargardzkich wyłoniła się grupa osób, które w okresie poprzedzającym II wojnę światową byli działaczami, zawodnikami w różnych klubach sportowych. Pionierzy sportu spotkali się na stadionie przy ulicy Łużyckiej. Jednym z nich był Tadeusz Świniarski oraz Józef Cholewa, Eugeniusz Miller, Feliks Głuch, Wojciech Mikulski, Kazimierz Orłowski. Grupa tych działaczy, zawodników stanowiła zalążek pierwszego po wojnie klubu w Stargardzie – „Błękitni”, który powstał 18 maja 1945. 25 maja 1945 zorganizował pierwsze zawody piłkarskie. Klub podczas rozpoczętych kontaktów sportowych rozegrał spotkanie z reprezentacją wojsk radzieckich wygrywając 4:2, pierwszą bramkę strzelił Józef Cholewa. Następnie drużyna rozgrywała mecze z zespołami z Gryfina, Dębna i Koszalina. Pierwszy skład drużyny z 1945: M. Myszkowski, M. Polkowski, E. Miller, W. Mikulski, W. Mitręga, W. Luzarowicz, S. Cieślak, K. Osłowski, T. Jankowski, J. Cholewa, L. Sobczak, W. Ratajczak, B. Wiśniewski, Z. Krynicki. Trenerem zespołu był Janusz Klimecki.
Oprócz działalności piłkarskiej Tadeusz Świniarski organizował także biegi lekkoatletyczne, w których także uczestniczył. Zwycięstwa zespołu piłkarskiego doprowadziło do przystąpienia klubu „Błękitni” do rozgrywek „A” klasy Szczecińskiego Okręgowego Związku Piłki Nożnej.
W 1946 uruchomiono krytą pływalnię, ale po okresie półrocznej działalności basen został zamknięty i dopiero po kilku latach doczekał się kapitalnego remontu. Wiosną klub „Błękitni” dalej prowadził działalność sportową, do Stargardu Szczecińskiego zaczynały przyjeżdżać kluby z innych regionów Polski. W tym samym roku prężnie działała sekcja lekkoatletyczna oraz sekcja bokserska. 29 letni Tadeusz Świniarski po sukcesach lokalnych reprezentował barwy narodowe na pierwszych po wojnie mistrzostwach Europy w Oslo.
Działalność sportowa Stargardu oparta była na rozwoju stargardzkich zakładów pracy, w tym między innymi Zakładach Naprawczych Taboru Kolejowego. W 1946 powstał klub „Ognisko”, który skupiał pracowników kolei. W tym samym roku w klubie „Błękitni” powstała sekcja piłki siatkowej.
Uchwałą rządu w 1946 został powołany Powiatowy Urząd Wychowania Fizycznego i Przysposobienia Wojskowego. W 1947 z inicjatywy działacza i nauczyciela wf Ignacego Ratajczaka powstało przy Szkole Podstawowej nr 3 pierwsze w powiecie Szkolne Koło Sportowe. W tym samym roku powstał klub RKS OM TUR „Skra” oraz KS TOR działający przy Technice Obsługi Rolnictwa. Problemy finansowe oraz brak środków na zawody (tzw. kolejowe przejazdy) spowodowało połączenie klubów, które nastąpiło na początku 1948. Powstał Kolejowy Klub Sportowy „Błękitni”, w którym między innymi została utworzona sekcja tenisa stołowego.

### Rozwój Zrzeszeń Sportowych w latach 1948–1955
Polski sport objęła od 1948 kolejna reorganizacja. Na podstawie uchwały rządowej powołane zostały Komitety Kultury Fizycznej. Kluby sportowe mające problemy finansowe zostały zamienione w zrzeszenia sportowe, pod które podlegały terenowe ogniwa w postaci kół sportowych funkcjonujące w swej działalności przy zakładach pracy. Zrzeszenia sportowe zostały powołane przy CRZZ. Na miejsce klubów powstały małe organizacje, koła sportowe działające przy stargardzkich zakładach pracy. Powiatowy Komitet Kultury Fizycznej w Stargardzie koordynował tę działalność sportową i był oparty o szeroki aktyw społeczny.
W 1949 w Stargardzie Szczecińskim działały zrzeszenia sportowe: ZS „Gwardia”, ZS „Kolejarz”, ZS „Związkowiec”, ZS „Zryw”, ZS „Ogniwo”, ZS „Spójnia”, ZS „Sparta”, ZS „Start”. W 1949 sekcję pływacką działającą w KKS „Błękitni” przejęło ZS „Spójnia”, gdzie działała do 1959, funkcjonując następnie w utworzonym w 1959 jednosekcyjnym klubie pływackim „Neptun”.

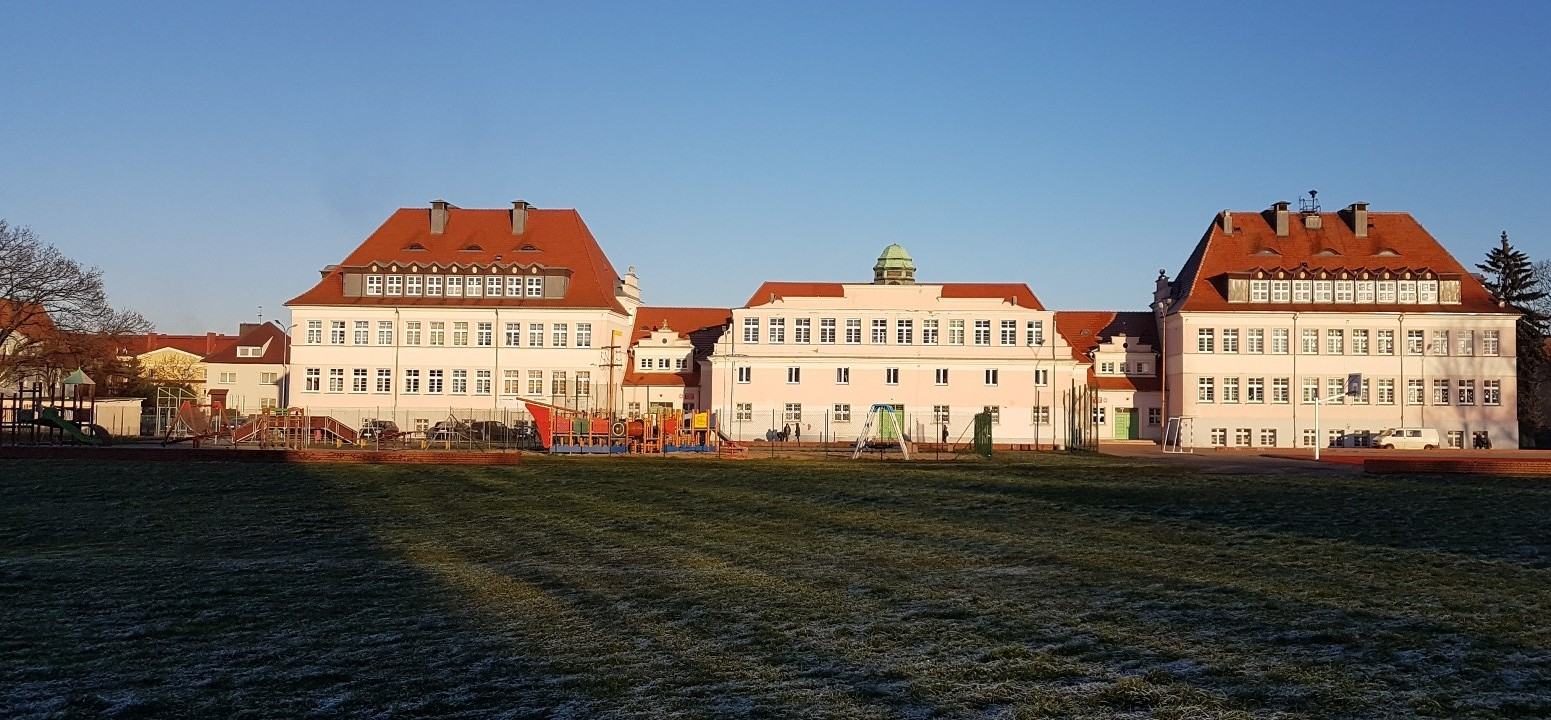
Byłe Liceum Pedagogiczne

W 1955 przy ZS „Zryw” powstała sekcja piłki ręcznej z inicjatywy Teofila Mroza. Zespół występował w szczecińskiej lidze juniorów, następnie rozpoczął rozgrywki z zespołami seniorskimi. Najlepszym zawodnikiem w latach 50/60. był wychowany w Polsce Grek Tanas Petrydis.
W latach 50. oprócz związkowych zrzeszeń sportowych działały w Stargardzie i w powiecie szkolne koła sportowe. Szczególnie aktywnie działało SKS przy Liceum Pedagogicznym w Stargardzie Szczecińskim, które będące o profilu wf odgrywało znaczącą rolę w województwie szczecińskim. W 1952 powstało koło sportowe przy PZGS oraz koła sportowe: „Junak”, „Motor” i „Technik”. W 1952 działało w Stargardzie Szczecińskim 12 SKS mających 1290 członków.

### Rozwój organizacji sportowych w latach 1956–1975
W 1956 polski sport przeszedł kolejną reorganizację. Działające zrzeszenia sportowe zastąpiły federacje sportowe działające przy CRZZ. Koła sportowe działające w terenie uzyskały osobowość prawną i stały się klubami sportowymi. 4 grudnia 1956 po reorganizacji powstał z ZS „Kolejarz” i ZS „Sparta” Kolejowy Klub Sportowy „Błękitni”, który miał siedem sekcji: piłka nożna, pływanie, boks, lekka atletyka, piłka siatkowa, tenis stołowy, szachy, licząc ogółem około 200 członków.
W 1957 zespół tenisa stołowego, działający w sekcji przy KKS „Błękitni”, awansował do II ligi państwowej. W 1958 powstał Stargardzki Klub Żeglarski „Miedwie” z byłego koła Turystyki Wodnej PTTK i liczył 92 członków prowadząc działalność w pięciu sekcjach: żeglarska, wioślarska, kajakowa, motorowodna, płetwonurków. Sekcja żeglarska po kilku latach działalności przeszła do powstałego klubu w 1959 LKS „Pomorze”, do którego także w 1959 przeszła sekcja żeglarska działająca przy LZS „Gumieńce”, najbardziej zaangażowanym działaczem tych sekcji był Teodor Czarnecki, który prowadził działalność na Miedwiu.
9 lutego 1959 w ramach Federacji Klubów Komunikacyjnych powstał klub pływacki „Neptun” z inicjatywy działaczy: Leopolda Paszczaka, Jerzego Zajączkowskiego, Stanisława Mazańskiego, Mariana Tymaszuka  i innych. W tym samym roku grupa działaczy i zawodników byłej sekcji lekkoatletycznej KKS „Błękitni” oraz kierownictwa Inspektoratu PGR w Stargardzie założyła koło LZS „Pomorze”. Członkami byli pracownicy związani z rolnictwem, a przede wszystkim młodzież szkół stargardzkich → Zespół Szkół Zawodowych, Zasadnicza Szkoła i Technikum Mechanizacji Rolnictwa, Technikum Rolnicze. Koło na początku prowadziło działalność w sekcjach: kolarska, żeglarska, lekkoatletyka, podnoszenie ciężarów, siatkówka, szachy, tenis stołowy, turystyczna i liczyło około 350 członków. Powstała sekcja siatkówki przy LKS „Pomorze” aktywnie funkcjonowała z sekcją siatkówki kobiet. W tym samym roku przeniesiono sekcję kolarską działającą w KS „Spójni” do LKS „Pomorze”, gdzie karierę zawodniczą rozwijali: Roman Budkiewicz, Tadeusz Prasek, w latach 60. Stanisław Weryk, Ryszard Zawadzki, Mieczysław Gielc, Bernard Kręczyński, Kazimierz Wąsaty.

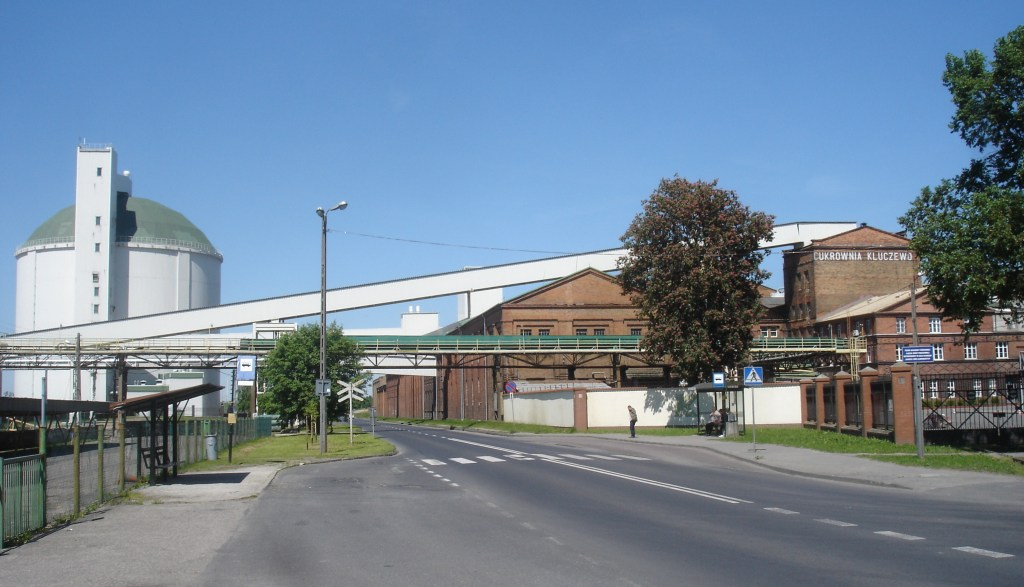
Cukrownia Kluczewo

W 1961 w wyniku połączenia klubu żeglarskiego „Miedwie” i „Sparty” powstał klub SKS „Spójnia”. W 1963 zespół sekcji lekkoatletycznej przy LKS „Pomorze” awansował do II ligi, w której funkcjonował do 1971.
Działalność sportową prowadziły również w powiecie stargardzkim KS „Ustroń” przy cukrowni Kluczewo oraz LKS „Piast” w Chociwlu. Ogólnie w tym okresie na terenie powiatu stargardzkiego działało 60 kół LZS, które liczyły 1807 członków. Najaktywniejsze koła były: w Storkowie, Pęzinie, Chociwlu, Dobrzanach i Małkocinie.
W 1965 powstały dwie sekcje zapaśnicze: „Znicz” i „Mechanizator”. Sekcje te w 1967 połączyły się w jeden klub sportowy „Zieloni”. W tym samym roku przy klubie pływackim „Neptun” powstał zespół sekcji piłki wodnej, który przez kilka lat występował w I lidze. W 1967 drużyna żeńska tenisa stołowego działająca przy KKS „Błękitni” awansowała do III ligi. W 1969 sekcja siatkówki kobiet działająca przy LKS „Pomorze” została przekazana pod opiekę Zakładów Włókienniczych „Luxpol”. Sekcja funkcjonowała jeszcze przez pare sezonów w lidze okręgowej i na początku lat 80. została rozwiązana w związku z problemami finansowymi.
W latach 1970–1975 działał przy ZSZ w Stargardzie drugi zespół piłki ręcznej MKS „Mieszko” i był prowadzony przez nauczyciela wf Romana Kielana. W 1974 klub sportowy „Zieloni” Stargard przekazano do LKS „Pomorze”, gdzie działał jako sekcja zapaśnicza. W 1975 sekcja zapaśnicza działająca przy LKS „Pomorze” zakończyła swoją działalność.
Oprócz organizacji działających w sporcie wyczynowym prowadziły działalność organizacje w Stargardzie i w powiecie zajmujące się rekreacją i różnymi formami działalności sportowej. Do nich zaliczały się TKKF i Powiatowy Ośrodek WF. W Stargardzie było 8 ognisk TKKF, najbardziej aktywne działało przy ZNTK i SPBM oraz ognisko TKKF „Rada” przy Prezydium PRN w Stargardzie. Sport szkolny Stargardu i powiatu działał w tym okresie w 43 SKS i skupiał ponad 2500 członków. Zasłużonymi działaczami sportowymi i zawodnikami w latach 1945–1975, byli to między innymi:.

### Geneza lekkiej atletyki w Stargardzie
Stargard posiada duże tradycje i osiągnięcia na arenie krajowej i międzynarodowej w lekkoatletyce. Popularność dyscypliny rozpoczęła się w powstałym KS „Błękitni” 18 maja 1945. Zafunkcjonowała wówczas sekcja lekkoatletyczna, która była po piłce nożnej drugą wiodącą sekcją. Prezesem klubu został były lekkoatleta poznańskiej „Warty” Tadeusz Świniarski. Z jego inicjatywy rozgrywane były biegi w których sam brał udział.
5-6 września 1946 odbyły się w Koszalinie centralne uroczystości dożynkowe, w których brali także udział stargardzcy piłkarze i lekkoatleci. W kwietniu 1946 zostały zorganizowane zawody w Szczecinie, gdzie Tadeusz Świniarski zwyciężył na 1500 m i był drugi na 400 m. W tym samym roku Tadeusz Świniarski wystartował w biegu na 3000 m z przeszkodami podczas mistrzostw Europy w Oslo. W 1947 z inicjatywy nauczyciela wf Ignacego Ratajczaka przy Szkole Podstawowej nr 3 powstało pierwsze w powiecie szkolne koło sportowe (SKS), które skupiało się na lekkiej atletyce. W 1948 w sekcji lekkoatletycznej KS „Błękitni” rozpoczął treningi Karol Rosiak, który był równocześnie piłkarzem. W 1949 wygrał bieg wojewódzki, a w biegu w Warszawie zajął 5 miejsce na 300 zawodników.
W 1951 w Warszawie odbyła się I Ogólnopolska Spartakiada, w której brały udział zawodniczki ZS „Kolejarz”, Dobrzańska wygrała rzut dyskiem i pchnięcie kulą, a Konikówna była druga w dysku. W 1955 Kazimierz Więcek zdobył mistrzostwo Polski młodzików w rzucie dyskiem.
W 1958 klub „Błękitni” zrezygnował z sekcji lekkoatletycznej.

### Geneza kolarstwa w Stargardzie
W 1949 powstało ZS „Spójnia”, w którym rozpoczęła działalność sekcja kolarska. Założycielem był Józef Tropaczyński. W sekcji, pod wodzą Józefa Tropaczyńśkiego, trenował młody zawodnik stargardzianin Bernard Pruski, który w 1957 zadebiutował w Wyścigu Pokoju. W tym okresie do stargardzkiej czołówki kolarskiej należeli: Bernard Pruski, Dominik Wołkowicz, Bednarek, Borowski, Roman Siuda, Roman Butkiewicz, Tadeusz Sowa.

### Geneza żeglarstwa w Stargardzie
W 1955 rozpoczęła swoją działalność sekcja żeglarska przy LZS Gumieńce. Grupa żeglarzy skupiona była przy Zjednoczeniu PGR z działaczem Teodorem Czarneckim oraz Stefan Leoniuk, Jan Lesiak, Stanisław Betka. Żeglarze mieli mały barak nad jeziorem Dąbskim. Na wyposażeniu było kilka wysłużonych jednostek pływających, w tym: „omegi”, „cadety” i archaiczny klepkowy „finn”. W 1958 powstał Stargardzki Klub Żeglarski „Miedwie”, który zafunkcjonował z byłego koła turystyki wodnej PTTK i liczył 92 członków prowadząc działalność w pięciu sekcjach: żeglarska, wioślarska, kajakowa, motorowodna, płetwonurków. Na początku funkcjonowania SKŻ „Miedwie” członkowie uruchomili własnymi siłami przystań nad jeziorem Miedwie, zbudowali warsztat szkutniczy, który pozwalał na produkcję własnego sprzętu. Klub nie prowadził działalności wyczynowej. W 1959 po powstaniu LKS „Pomorze” do nowego klubu przeszła sekcja żeglarska LZS Gumieńce wraz z najbardziej zaangażowanym działaczem Teodorem Czarneckim.

## Historia LKS Pomorze

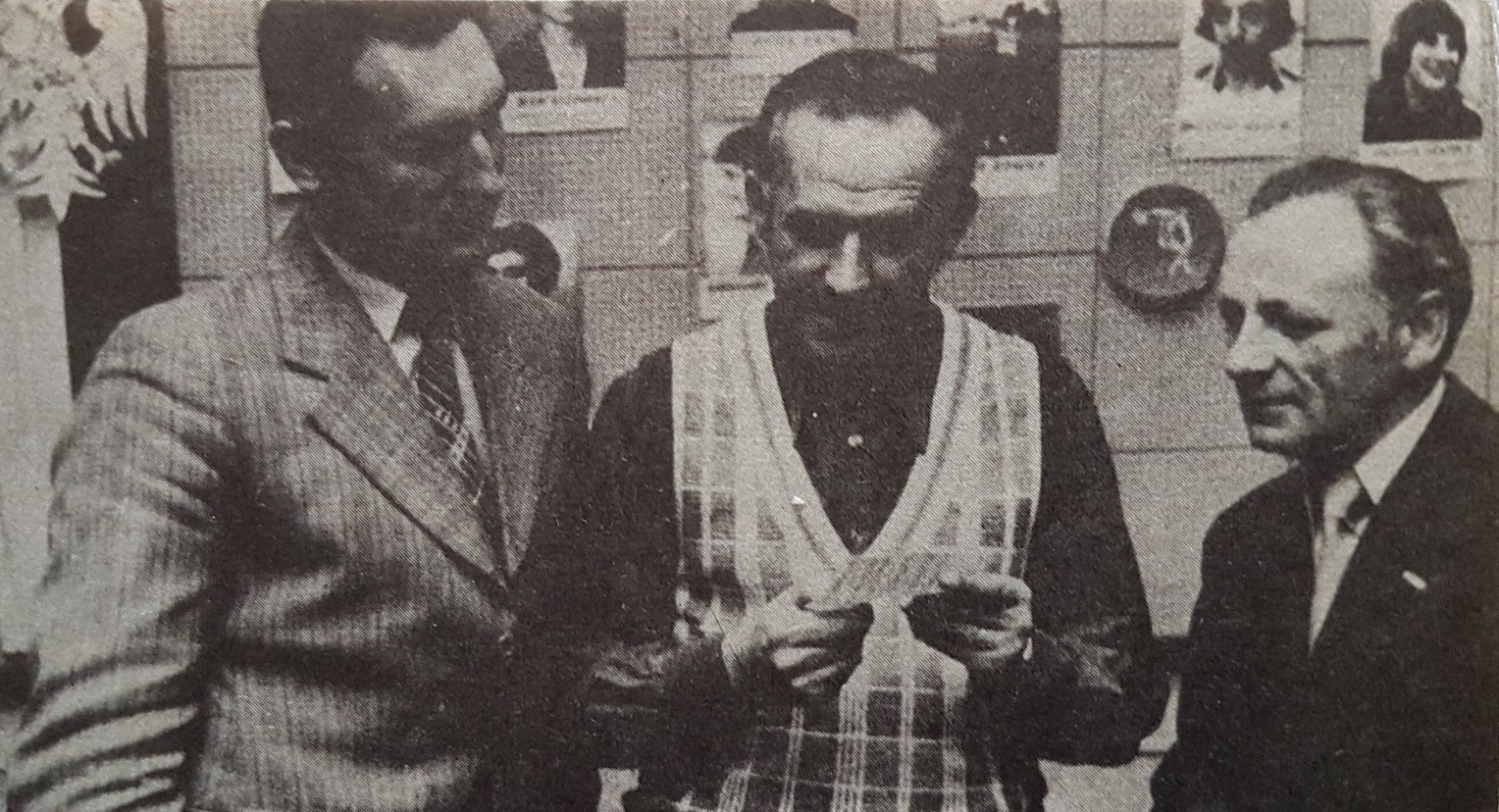
LKS Pomorze – Jerzy Cieśla

### Kalendarium, wydarzenia (1959–2008)

#### Powstanie klubu LZS Pomorze
W 1959 z inicjatywy nauczyciela wf w LO Jerzego Cieśli, powstał LZS „Pomorze” Stargard, z wiodącą sekcją lekkiej atletyki oraz sekcjami: kolarstwo, żeglarstwo, brydż. Powstały także sekcje: podnoszenie ciężarów, strzelectwo, siatkówka, tenis stołowy, szachy, turystyka. Klub był wspierany finansowo przez Radę Wojewódzką i Radę Główną LZS oraz okoliczne PGR-y. Obiekt przy ulicy Brzozowej został odremontowany.
W 1959 sekcja kolarska działająca w klubie „Spójnia” została przekazana do powstałego klubu LZS „Pomorze” Stargard. Zafunkcjonowała od początku powstania LZS „Pomorze” sekcja podnoszenia ciężarów, która istniała do 1966, w której występowali czynnie trenerzy i zawodnicy sekcji lekkoatletycznej „Pomorza”. Byli to: Bogdan Przekopowski (młociarz), Marian Haczyk (oszczepnik) oraz Stanisław Chreptowicz (dyskobol). W okresie swojej działalności sekcja podnoszenia ciężarów poważnie liczyła się w okręgu szczecińskim. W 1966 sekcja została przekazana do LKS „Orzeł” Pęzino, gdzie po kilku sezonach jej działalność została zawieszona, a następnie rozwiązana.
W 1959 powstała i funkcjonowała sekcja siatkówki kobiet w LKS „Pomorze” i rozpoczęła grę w rozgrywkach szczecińskiej ligi okręgowej, w której w latach 1967 i 1968 zajęła pierwsze miejsce. W 1969 sekcja została przekazana pod opiekę Zakładów Włókienniczych „Luxpol”, występowała w lidze okręgowej i na początku lat 80. z braku funduszy została rozwiązana.
W 1960 Stargardzki Klub Żeglarski „Miedwie” przeszedł do LZS „Pomorze”. Działalność prowadzona była w oparciu o dwie przystanie, w Morzyczynie nad jeziorem Miedwie i w Dąbiu nad jeziorem Dąbie. Aktywna była grupa żeglarzy w Morzyczynie, która w 1960 zorganizowała pierwsze regaty o „Błękitną wstęgę jeziora Miedwie”, regaty wygrał Teodor Czarnecki. W 1961 żeglarze LKS „Pomorza” wzięli udział w zawodach okręgowych i w mistrzostwach Polski rozgrywanych na Bałtyku w rejonie Świnoujścia startując na dwóch nowych „Omegach”.
W 1961 zorganizowano przełajowy bieg „Wałami Średniowiecznego Stargardu”, który był rozgrywany wzdłuż średniowiecznych murów Stargardu. Startowali i wygrywali najlepsi zawodnicy, w tym: Zdzisław Krzyszkowiak, Marian Jochman, Kazimierz Zimny, Witold Baran, Zbigniew Orywał. Kolarz Roman Budkiewicz sekcji LKS „Pomorze” zdobył wicemistrzostwo Polski w wyścigu przełajowym.

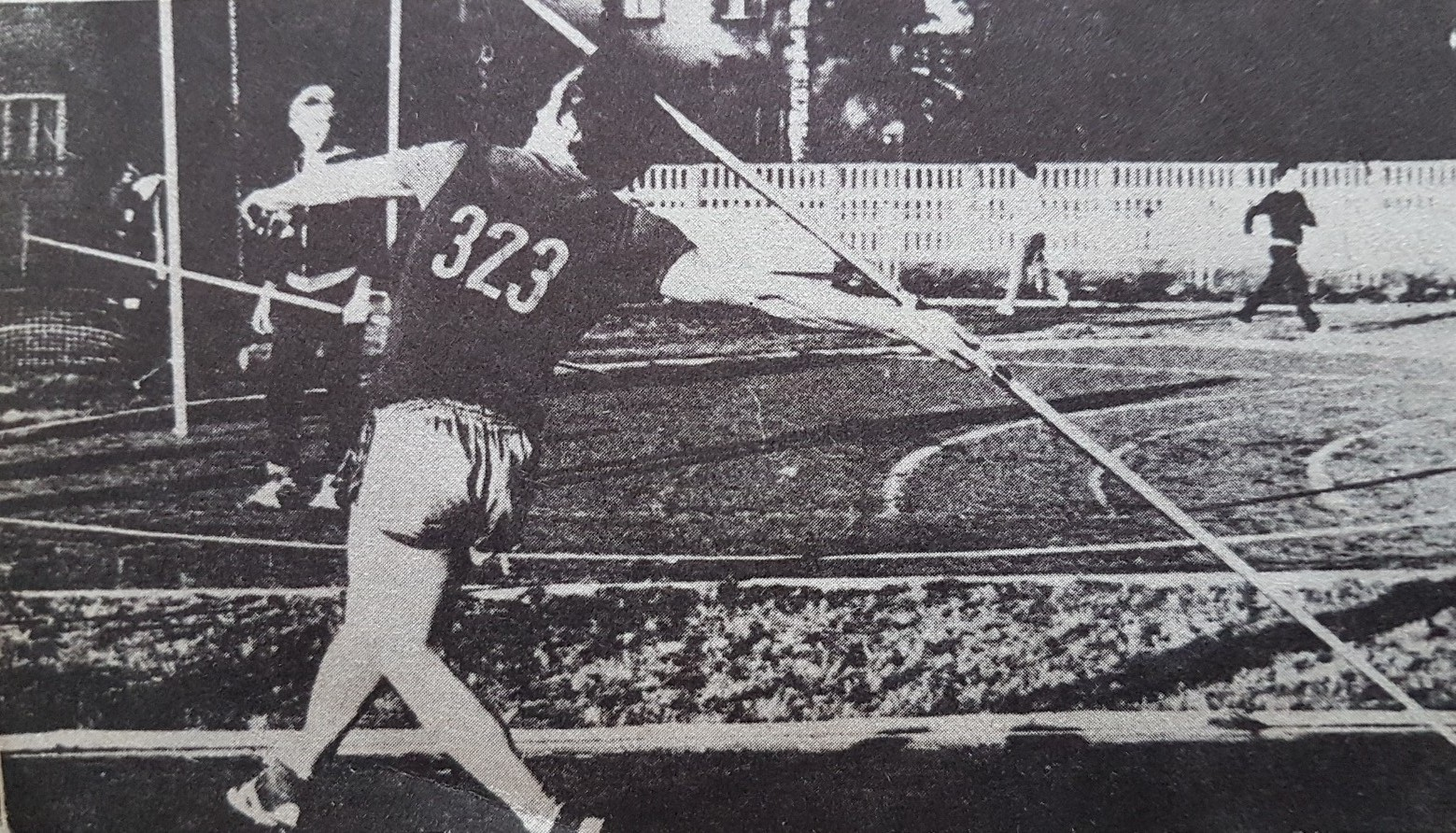
Zawody „O Srebrny Grot Stargardu” na stadionie LKS Pomorze

W 1962 po raz pierwszy odbył się miting lekkoatletyczny „O Srebrny Grot Stargardu”, gdzie w głównej konkurencji na stadionie przy Brzozowej startowali tacy zawodnicy jak: Janusz Sidło (3 razy), Zbigniew Radziwonowicz, Ryszard Patelka, Józef Głogowski, Aleksander Saków, Zygmunt Jałoszyński, Michał Barta, w konkurencji kobiecej wygrywała Daniela Jaworska. W tym samym roku LZS „Pomorze” uzyskał własną siedzibę przy ulicy Kramarskiej 1. W 1963 drużyna z sekcji lekkoatletycznej LZS „Pomorze” awansował do II ligi i był w niej nieprzerwanie do 1971. Kolarz Tadeusz Prasek został mistrzem Polski LZS, powołany był do kadry narodowej.
W 1962 zakupiono typowe regatowe łodzie klasy „Latający Holender” i „Star”. Sekcja żeglarska funkcjonująca w LKS „Pomorze” stała się prekursorem nowoczesnego jachtingu regatowego w okręgu szczecińskim. W 1963 Stanisław Pawłowicz zdobył tytuł mistrza okręgu w „Latających Holendrach”, a jego załogantem był prezes klubu Erwin Kujawski. Stanisław Pawłowicz w kolejnych latach zdobywał tytuły mistrza okręgu oraz zdobywał wstęgi jeziora Miedwie.
W latach 60. do wyróżniających się zawodników sekcji żeglarskiej należeli: Stanisław Pawłowicz (wielokrotny mistrz okręgu w klasie „Latający Holender”), Mieczysław Niemyski (mistrz okręgu w klasie „Star”), Jerzy Chwaścikowski, Tadeusz Krajewski, Marek i Mieczysław Mirscy, Bogdan Dominiuk, Mirosław Rytwiński (klasa „Finn”), J. Olszewski i L. Chybiński (klasa „Cadet”), Ryszard Dominiuk i Leszek Chyliński (klasa „Hornet”), Sławomir i Marian Preissowie (klasa „Latający Holender”). W 1964 rozegrano na stadionie LZS „Pomorze” mistrzostwa Polski LZS, gdzie drużyna stargardzka zajęła drugie miejsce za „Orkanem” Września. W tym samym roku został zakończony remont kapitalny, trwający kilka lat, pełnomorskiego jachtu „Agricola”.

#### Powstanie LKS Pomorze
W 1965 LZS „Pomorze” uzyskał status prawny i klub przyjął nazwę: Ludowy Klub Sportowy „Pomorze” Stargard. W tym samym roku do kadry zostali powołani kolarze: Stanisław Weryk, Ryszard Zawadzki i Mieczysław Gielc.
W 1965 tytuł mistrza okręgu w klasie „Star” zdobył Mieczysław Niemyski. Żeglarze LKS „Pomorze” w rocznych punktacjach prowadzonych przez Polski Związek Żeglarski plasowali się na czołowych miejscach w okręgu szczecińskim. Regaty o „Błękitną wstęgę jeziora Miedwie” stawały się regatami o dużym znaczeniu. W tym okresie eskadra „Cadetów” z LKS „Pomorze” była najliczniejszą i najbardziej aktywną w województwie szczecińskim. W klasach młodzieżowych sukcesy odnosili: Jerzy Chaścikowski, Aleksander Nowosad i inni. Sekcja żeglarska LKS „Pomorze” w 1966 posiadała jednostkę morską „Rusticanus” klasy „Folkbots”.

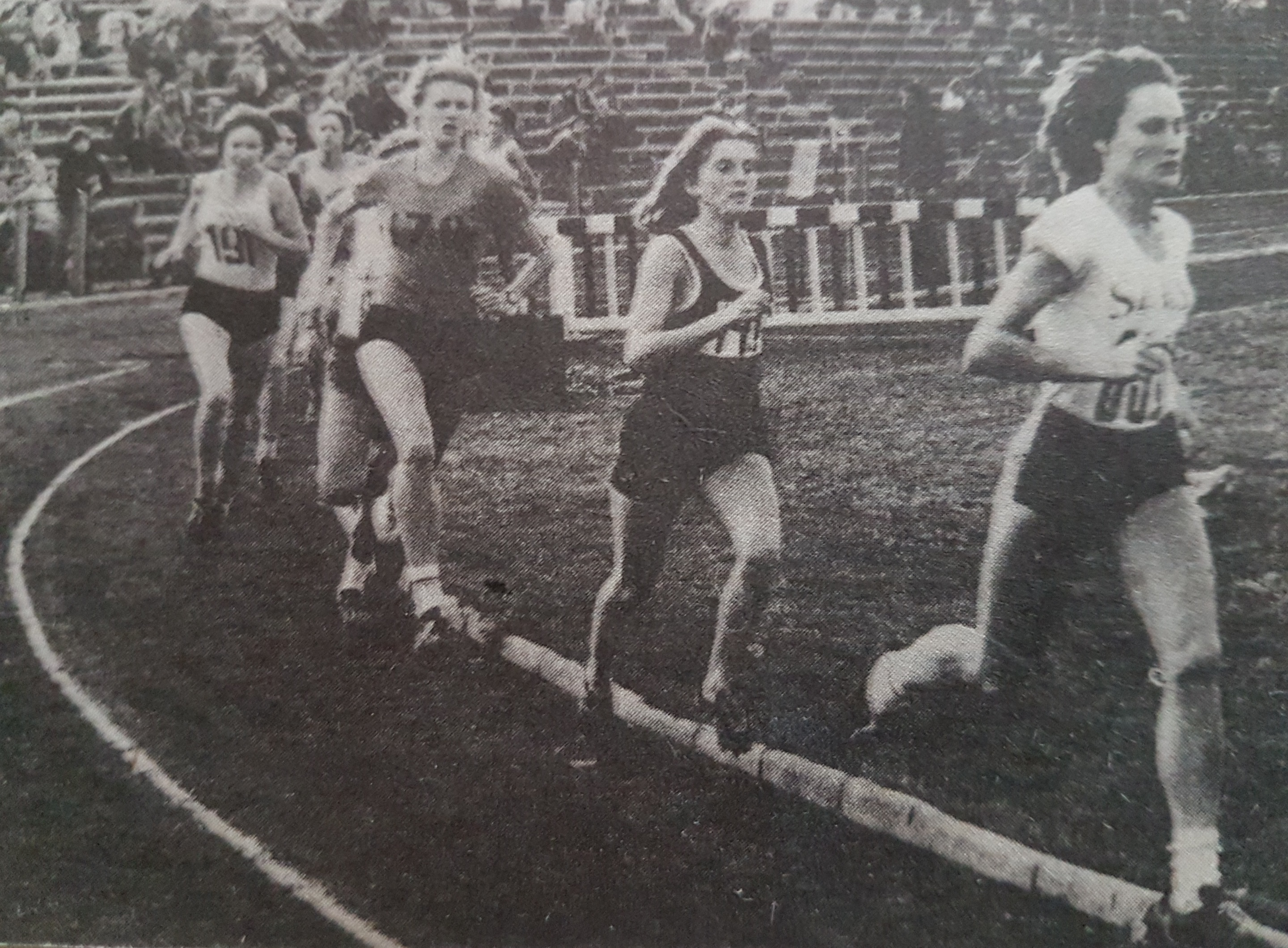
Zawody na stadionie LKS Pomorza Stargard, lata 70.

W 1966 Aleksander Saków podczas mistrzostw Polski zdobył brązowy medal w rzucie oszczepem. W tym samym roku drużyna LZS „Pomorze” zajęła drugie miejsce w punktacji zespołowej dziewcząt na przełajowych mistrzostwach Polski juniorek, a Danuta Piecyk na mistrzostwach Polski juniorek w biegu na 400 m zajęła drugie miejsce, Andrzej Piączkowski w rzucie młotem zajął drugie miejsce, a Alojzy Gołąb w biegu na 100 m zajął trzecie miejsce.
W końcu lat 60. nastąpił regres w działalności sekcji żeglarskiej LKS „Pomorze”. Brakowało środków finansowych na zakup nowego sprzętu, co powodowało nawiązanie rywalizacji z czołowymi załogami. Ograniczono się tylko do startów w zawodach okręgowych. Problemy finansowe spowodowały likwidację przystani klubowej nad jeziorem Dąbskim.
W 1968 Stanisław Weryk został powołany do kadry olimpijskiej. W tym samym roku zespół LKS „Pomorze” zdobył górskie mistrzostwo Polski drużynowo. Indywidualnie Stanisław Weryk był drugi, a Bernard Kręczyński czwarty. W tym samym roku kolarze zostali przekazani z LKS „Pomorze” do WLKS „Gryf” w Szczecinie. W Stargardzie natomiast szkolono młodzież.
W 1969 powstała sekcja strzelecka w LKS Pomorze Stargard. W początkowym okresie skupiała myśliwych i oficerów WP stargardzkich jednostek wojskowych garnizonu Stargard Szczeciński, którzy na początku specjalizowali się w konkurencjach myśliwskich i wojskowych. W późniejszym okresie funkcjonowania sekcji nastawiono się na strzelectwo sportowe. Trenerem i zarazem zawodnikiem był Janusz Kobylański, który wraz z innymi zawodnikami sekcji klubu LKS Pomorze uczestniczyli w rozgrywkach I ligi strzeleckiej. W latach 1972 i 1973 rozgrywkach tych zajęli wysokie czwarte miejsce w kraju co było dużym sukcesem dla klubu. Janusz Kobyliński w okresie tym został członkiem kadry olimpijskiej, ale na igrzyska olimpijskie w Monachium nie pojechał. Osiągał duże sukcesy: wicemistrz Polski, uczestnik mistrzostw świata we Włoszech, wspólnie z reprezentacją Polski zdobył drugie miejsce w drużynowym Grand Prix w Lipsku, na mistrzostwach Europy w Suhl w 1972 zajął 38 miejsce, w 1973 w Madrycie zdobył srebrny medal na ME. W 1973 sekcję strzelecką LKS Pomorze Stargard przekazano do KKS „Pionier” Szczecin. W 1969 Stanisław Weryk reprezentując Polskę w mistrzostwach świata w wyścigu drużynowym zajął szóste miejsce. W latach 60/70. sukcesy odnosili kolarze z LKS „Pomorze” Stargard:Tadeusz Prasek, Tadeusz Zagdański, Bartłomiej Solski, Bernard Kręczyński, Stanisław Weryk, Kazimierz Wąsaty.

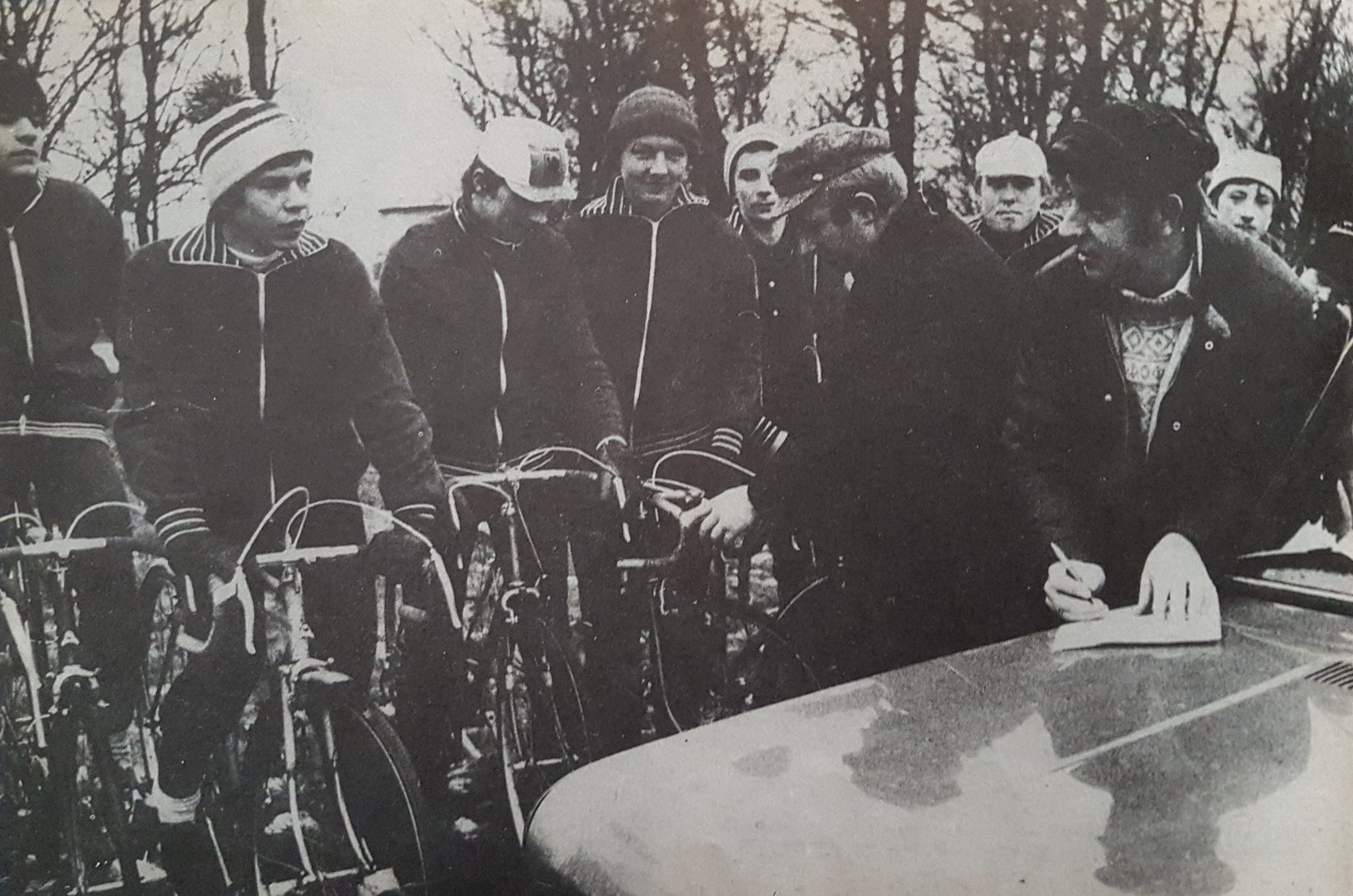
Trening kolarzy LKS Pomorza Stargard, lata 70.

W 1970 zawodnicy trenujący wcześniej w LZS „Pomorze” rozpoczęli treningi w Stargardzie, występując w barwach „Gryfa” Szczecin. W 1973 Bernard Kręczyński wraz z kolegami zajął czwarte miejsce podczas drużynowych mistrzostw świata. Kolarze stargardzcy w tym czasie należeli do ścisłej czołówki krajowej, zdobywali medale podczas mistrzostw Polski i LZS. W 1974 Bernard Kręczyński uczestniczył w pierwszym wspólnym wyścigu amatorów i zawodowców Paryż-Nicea, a w 1975 był kapitanem drużyny narodowej w Wyścigu Pokoju, w którym drużyna polska zajęła pierwsze miejsce. 1 grudnia 1976 zawodnicy stargardzcy powrócili, po porozumieniu z klubem „Gryf” Szczecin, do LZS „Pomorze”. Byli to zawodnicy: Tadeusz Prasek, Stanisław Nieumierzycki, Wiesław Polański, Ryszard Szymecki i Kazimierz Wąsaty. Młodsze grupy zawodowe to: Waldemar Wójcik, Jan Horbacewicz, Ireneusz Smolarek oraz inni, którzy w latach 70/80. należeli do kadry narodowej juniorów. Trenerami w tamtym czasie tych zawodników byli Bernard Pruski i Dominik Wołkowicz. W tym samym roku w wyścigu kolarskim oldbojów w Austrii na dystansie 160 km, tytuł mistrza świata wywalczył Tadeusz Prasek, a Tadeusz Sowa w innej kategorii wiekowej zdobył tytuł wicemistrza świata.
W latach 60/70. zespół sekcji lekkoatletycznej LKS „Pomorze” stanowili między innymi zawodnicy: Zofia Kubera (medalistka przełajowych mistrzostw Polski), Danuta Kopa (brązowa medalistka ME juniorek na 200 m), Teresa Ząbek (kula), Alojzy Gołąb (100 i 200 m), Józef Kosmaczewski (400 i 800 m), Wiesław Drewicz (400 i 800 m), Kazimierz Świtalski (110 m przez płotki), Zbigniew Szafkowski (400 m i 400 m przez płotki), Ludwik Świerczyński (skok wzwyż), Bogdan Przekopowski (kula), Marian Haczyk (oszczep), Aleksander Saków (oszczep), Bronisław Szulc (kula), Stanisław Chreptowicz (dysk), Włodzimierz Różyczka (młot), Jan Panzer, Ignacy Krzewiński i inni.

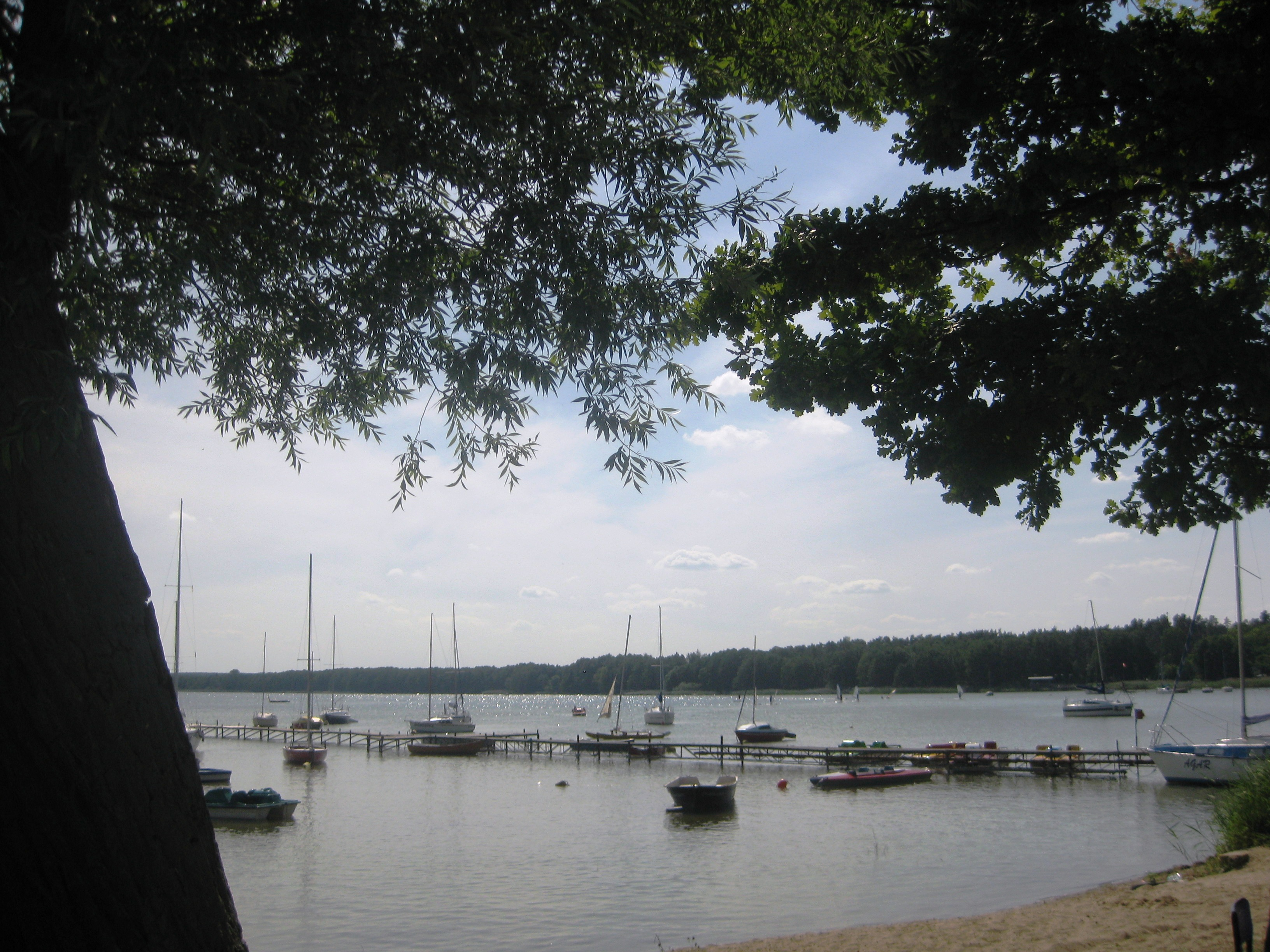
Miedwie – przystań

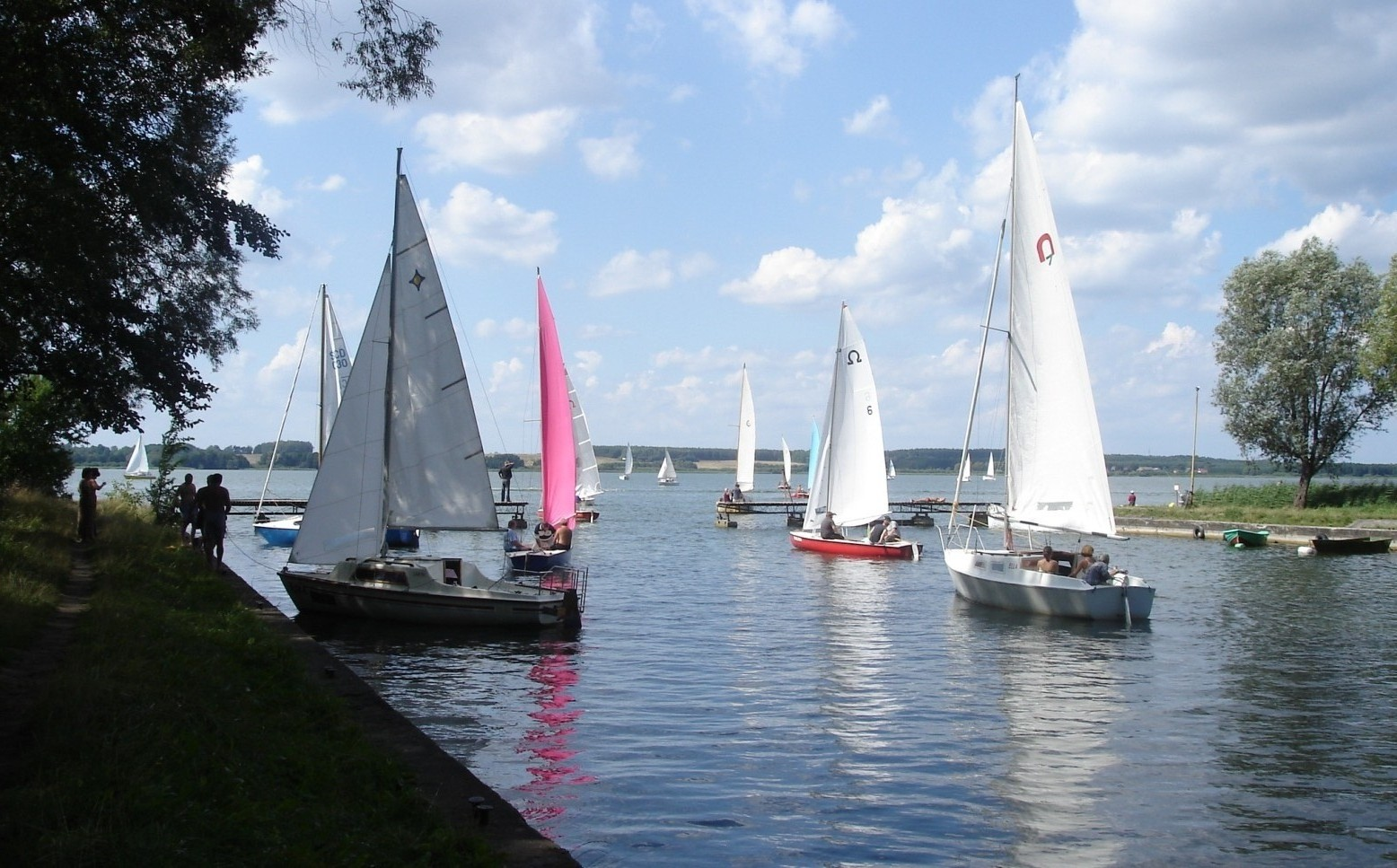
Przystań w Koszewie LKS Pomorza

W 1971 Sławomir Preiss w klasie „Latający Holender” zdobył tytuł mistrza okręgu. W 1972 Stanisław Pawłowicz brał udział w olimpijskim rejsie polskich jachtów w Kilonii, uczestniczył także w rejsach do Danii, Holandii i Anglii. W 1975 nastąpił okres aktywnej działalności sekcji żeglarskiej w LKS „Pomorze”. Rozpoczęły się prace budowlane przy rozbudowie przystani nad jeziorem Miedwie, których organizatorem był ówczesny komandor sekcji Benedykt Twaróg. Powstały nowe domki kempingowe, oryginalna świetlica wzniesiona z kamieni, uzupełniono istniejące poprzednio pomieszczenia (hangary, warsztaty). Zafunkcjonowała podsekcja żeglarska w Koszewie, która oparła swoją działalność na grupie młodzieży PGR-owskiej. Wybudowano duży hangar na sprzęt pływający. Sekcja żeglarska w latach 70. dysponowała 27 jednostkami pływającymi, była finansowana przez kombinat PGR w Stargardzie. Pod koniec lat 70. zakupiono dwie łodzie klasy olimpijskiej 470 oraz dwie łodzie klasy młodzieżowej 420. Nowy sprzęt i praca szkoleniowa dała pierwsze sukcesy. W 1978 Eugeniusz Sztandera zdobył tytuł mistrza okręgu w klasie „Finn”. Sekcją w tamtych latach kierował Janusz Zbąski, sekcja liczyła około 40 osób. Zajęcia prowadzone były na przystaniach w Morzyczynie i w Koszewie nad jeziorem Miedwie. Do aktywnych działaczy z tamtych lat należeli między innymi: Władysław Czarnocki, Stanisław Tomaszewski, Zdzisław Drewnowski, Marian Preiss, Robert Drewnowski, Stanisław Stefaniuk, Stefan Karpciwa.

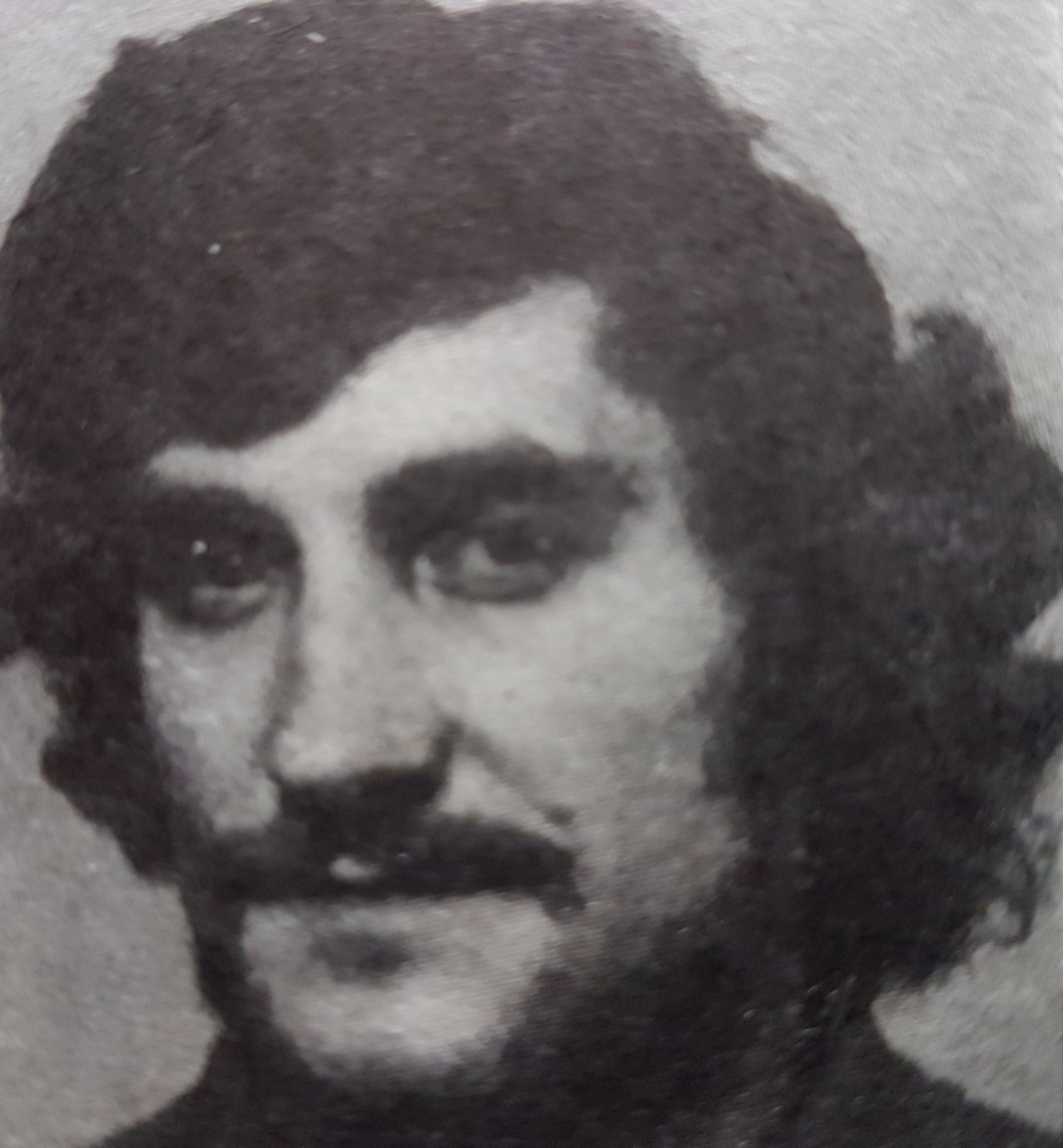
Jerzy Pater

W początkach lat 70. z sekcji lekkoatletycznej LKS „Pomorze” odeszły Danuta Kopa, Zofia Kubera i Danuta Piecyk. Poza tym zawodnicy starsi zakończyli karierę sportową. Spowodowało to, że w 1971 drużyna spadła z II ligi, ale już po roku nastąpił ponowny powrót. W 1973 lekkoatleci Pomorza zdobyli w mistrzostwach Polski 8 medali. Urszula Prasek zdobyła w 1973 i w 1974 tytuł mistrzyni Polski seniorów w biegach przełajowych oraz w biegu na 3000 m. Rekordzistą Polski w 1974 w chodzie na 50 km był Jerzy Pater, chodziarzem był także Krzysztof Pater. W 1974 mistrzami Polski juniorów zostali: Zbigniew Krzysiek w biegu na 2000 m z przeszkodami, Roman Rejmer w chodzie na 20 km, Czesław Kurkianiec w biegu na 400 m oraz sztafeta 4x400 m juniorów i juniorek. W 1975 drużyna odniosła duży sukces awansując do I ligi. W następnym roku nastąpił znów spadek, by potem jeszcze trzykrotnie awansować do ekstraklasy. W 1976 mistrzynią Polski seniorów w skoku w dal była Krystyna Kurkianiec.
W 1974 klub sportowy „Zieloni” Stargard przekazał jako sekcję zapaśniczą do LKS Pomorze Stargard. Szkoleniem stargardzkich zapaśników zajmował się Zbigniew Szafkowski. Po trzech latach funkcjonowania sekcja zafunkcjonowała w nowo powstałym klubie LKS „Orkan”, działający przy Technikum Rolniczym w Stargardzie i po kilku latach działalność sekcji zapaśniczej zawieszono.

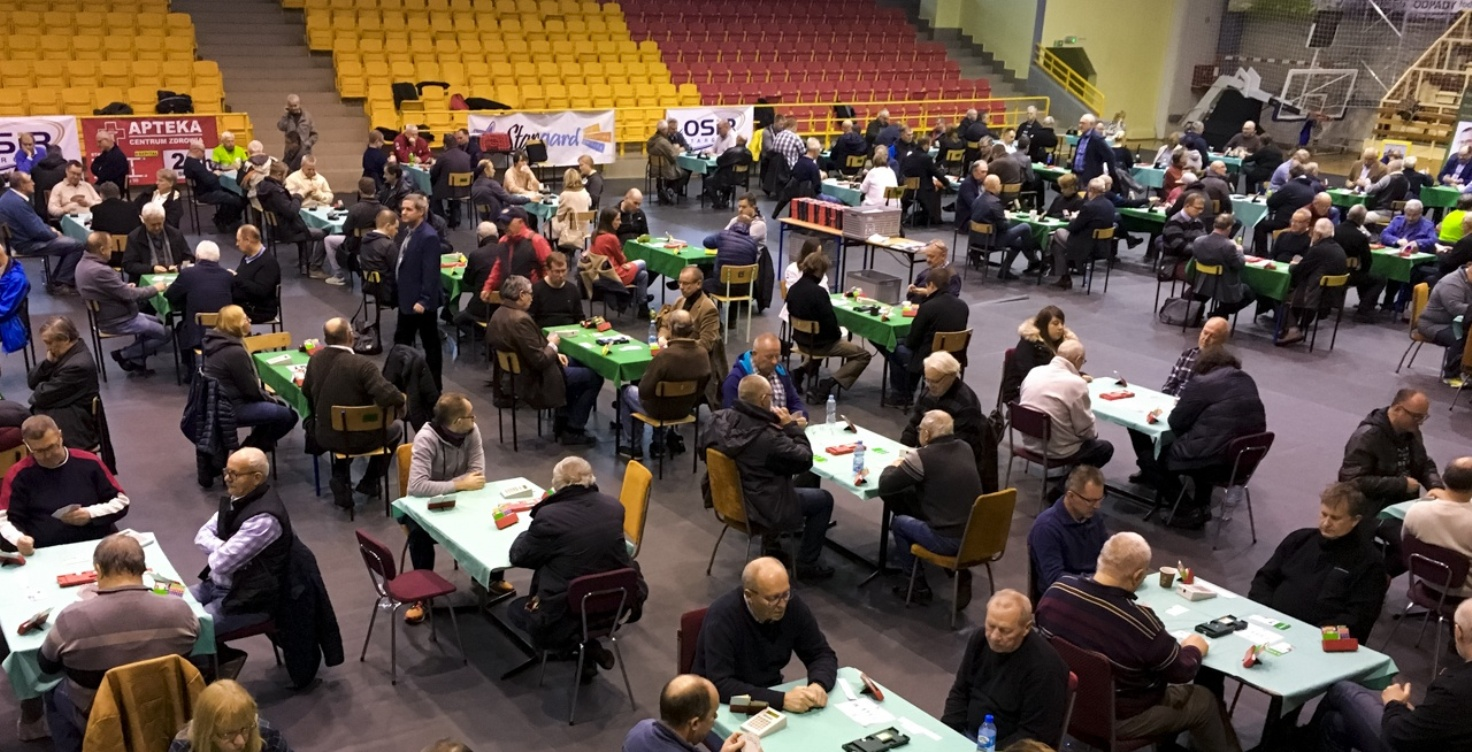
Memoriał Janiny Wielkoszewskiej

W 1977 powstała sekcja brydża sportowego jako sportu kwalifikowanego, w klubie LKS „Pomorze”. W 1978 sekcja brydżowa LKS uczestniczyła w rozgrywkach drużynowych mistrzostw Polski w klasie „A”, gdzie zajęła czołowe 4 miejsce. Zawodnicy brali także udział w rozgrywkach o Puchar Polski, a na szczeblu makroregionu zajęli szóste miejsce. W późniejszych latach zespół występował w wojewódzkiej klasie „A”, w Pucharze Polski oraz w ogólnopolskich turniejach parami w Szczecinie, Poznaniu, Kołobrzegu, Gorzowie Wielkopolskim i Gdańsku. Zasłużeni zawodnicy sekcji klubu LKS „Pomorze” to między innymi: Witold Neuman, Karol Modrzewski, Kazimierz Wiliński, Jan Maryńczak. Kierownikiem sekcji był Witold Neuman, który w parze z Karolem Modrzewskim zajął I miejsce w mistrzostwach okręgu szczecińskiego Związku Nauczycielstwa Polskiego.
W roku 1977 kolarze Kazimierz Wąsaty i Bernard Kręczyński wchodzili w skład zespołu, który wywalczył tytuł mistrzowski w wyścigu torowym na dystansie 4km, startując z Józefem Paluchem i Zbigniewem Broszczakiem. W tym samym roku Waldemar Wójcik został mistrzem Polski w długodystansowym wyścigu na torze, a Bernard Kręczyński wraz z Wiesławem Polańskim wywalczył tytuł wicemistrzowski w wyścigu amerykańskim. W 1978 zawodnik sekcji kolarskiej Ireneusz Smolarek należał do mistrzowskiej drużyny juniorów na dystansie 3km. W tym samym roku lekkoatleci z LKS „Pomorze” Stefan Piecyk zdobył w Odessie tytuł wicemistrza Europy juniorów w biegu na 400 m przez płotki, a Marzena Grabowska zajęła drugie miejsce w biegu na 400 m na zawodach w Moskwie. W 1978 zwycięzcą tradycyjnego wyścigu „Głosu” został kolarz Dariusz Solski. Sekcja w 1978 liczyła 30 czynnych zawodników. Działacze z lat początkowych i z lat 70. to: Józef Tropaczyński, Stanisław Federyszak, Jan Nowak, Maksymilian Gunsza, Dominik Wołkowicz, Kazimierz Lewandowski, Feliks Sterna, Janusz Lampart, Zbigniew Solski, Jerzy Olszewski i inni.

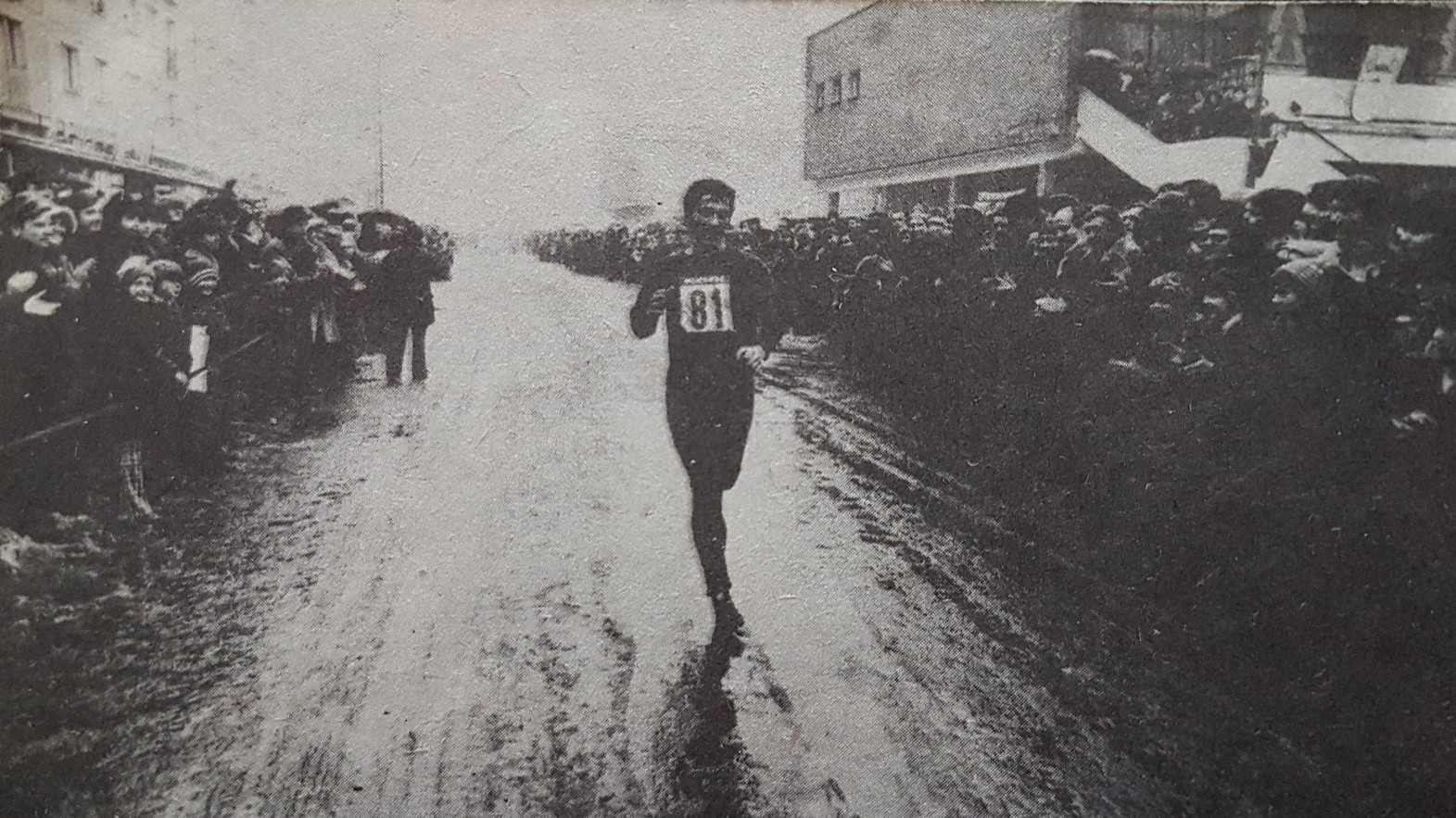
Jerzy Pater w biegu ulicznym w Stargardzie (1977)

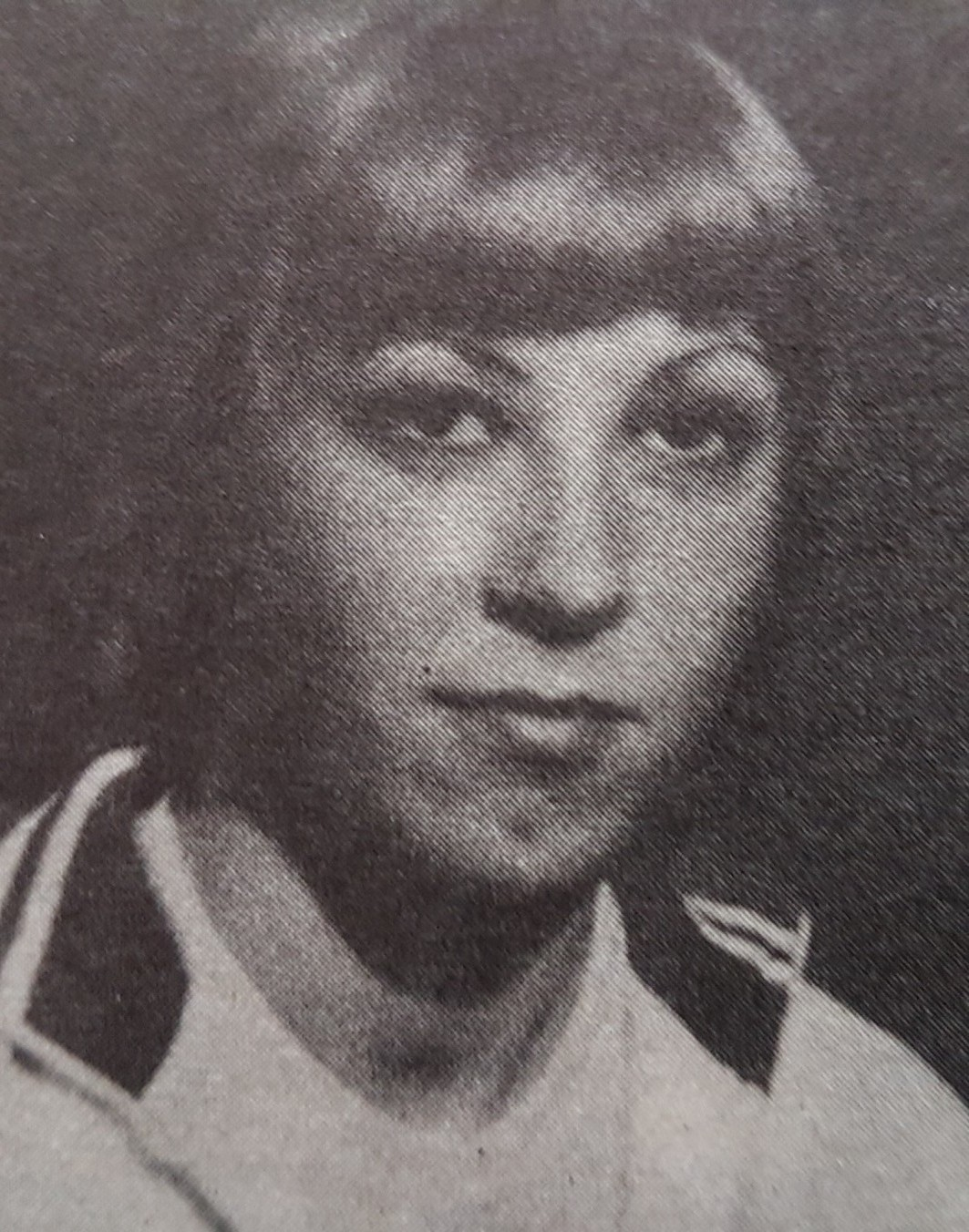
Marzena Grabowska

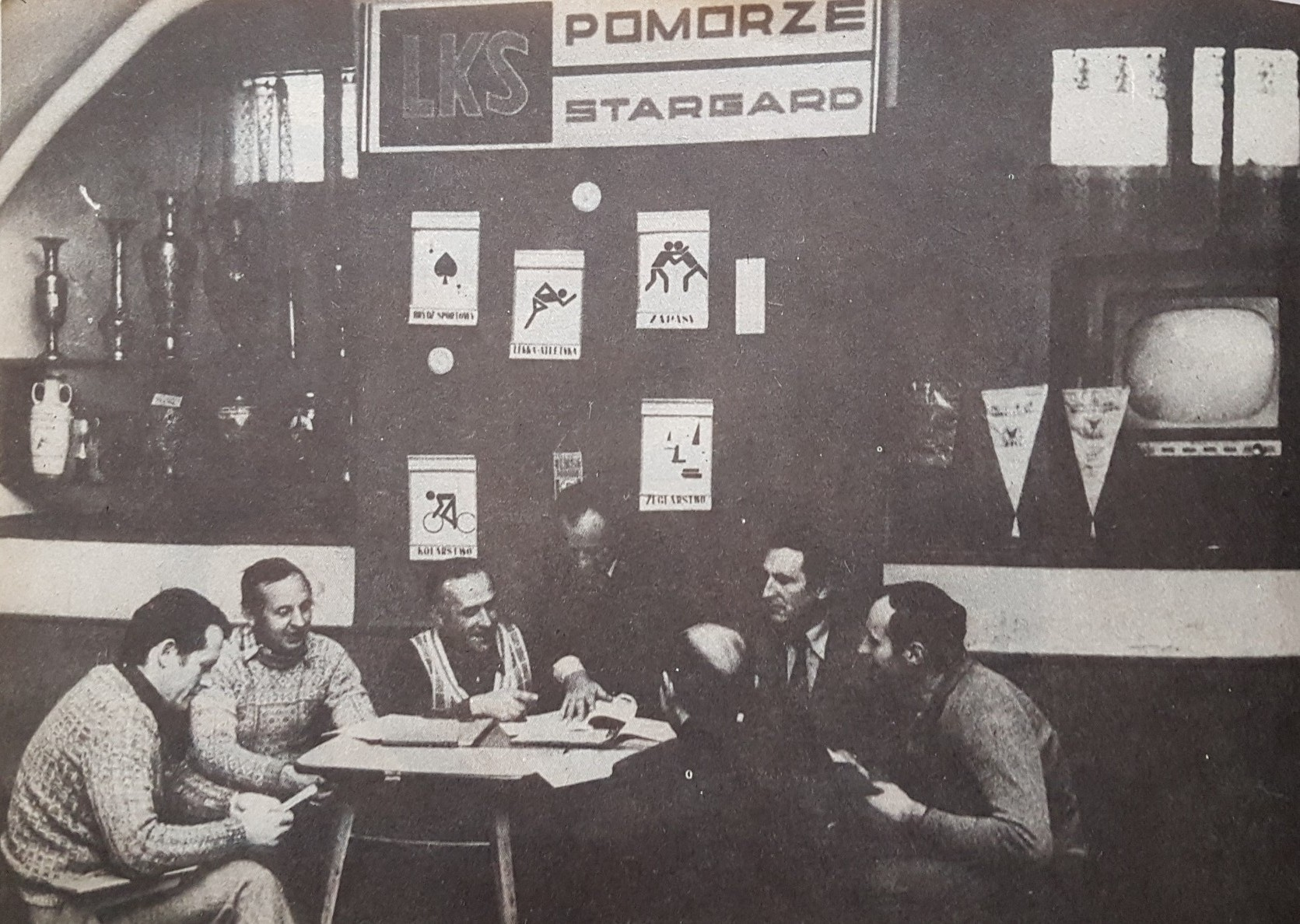
Działacze i trenerzy LKS Pomorza

W 1978 lekkoatleci osiągnęli liczne sukcesy indywidualne i zespołowe, między innymi: Teresa Matuszewska została mistrzem Polski juniorów w pchnięciu kulą, Regina Sadowska w rzucie dyskiem, wicemistrzem Polski juniorów starszych został Piotr Kiedrowicz w chodzie na 20 km, Grzegorz Gojrzewski na 3000 m, Grzegorz Basiak w przełajach. Na mistrzostwach Polski seniorów brązowe medali zdobyli: Urszula Prasek na 3000 m oraz Stefan Piecyk na 400 m pł., natomiast na mistrzostwach Polski juniorów brązowe medale uzyskali: G. Basiak na 3000 m, Grzegorz Gorzejewski w biegu przełajowym i na 5000 m. Piotr Kiedrowicz uzyskał w tymże roku tytuł najlepszego chodziarza Polski w kategorii młodzieżowej. Wyróżniającymi się zawodnikami byli także Mirosław Bielański i I. Pabian. W latach 70./80. członkami kadry olimpijskiej i narodowej byli: Stefan Piecyk (400 m przez płotki), Marzena Grabowska (400 m przez płotki), Krystyna Kurkianiec (skok w dal), Urszula Prasek (wielokrotna medalistka MP oraz rekordzistka Polski w biegach na 1500 m i 3000 m) Czesław Kurkianiec (400 m), Ryszard Pawlak (medalista MP), Mieczysław Rokicki (medalista MP), Zbigniew Krzysiek (medalista MP oraz członek kadry narodowej w biegach średnich), Ewa Wrzosek (bieg długodystansowy i bieg uliczny); w kadrze juniorów: Teresa Matuszewska, Renata Sadowska, Urszula Gorzonkowska, Sławomir Jaskólski, Grzegorz Gorzejewski, B. Basiak, Mirosław Bielański (chód), Piotr Kiedrowicz (chód), Jerzy Wróblewicz (chód), A. Ziętkowski, A. Fijołek, M. Tomczyk.

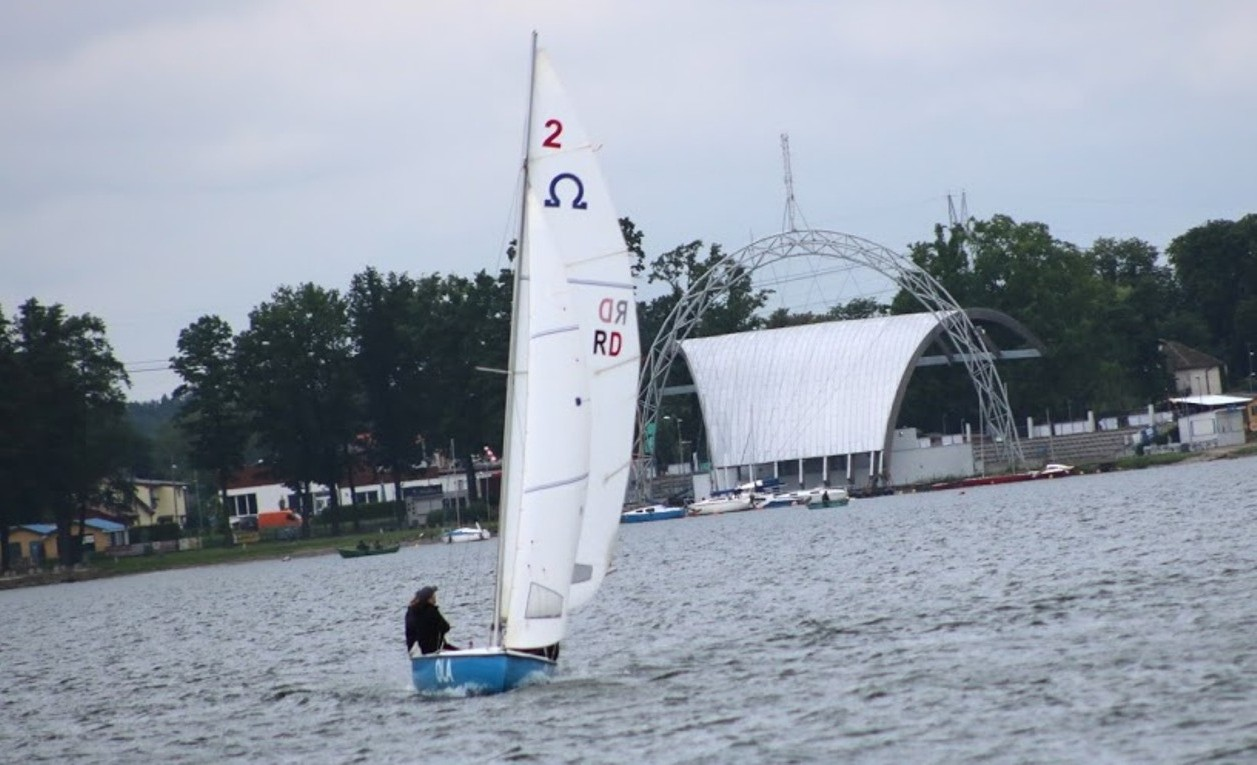
Zawody żeglarskie na Miedwiu

W latach 80. większość zawodników sekcji żeglarskiej w klasach olimpijskich odeszło do klubów szczecińskich. W sekcji LKS „Pomorza” dalej funkcjonowali zawodnicy klas młodzieżowych, którzy uprawiali żeglarstwo przeważnie turystycznie i rekreacyjnie. Powstały w latach 90. kluby windsurfingowe działające na swoim sprzęcie. Prezentowali w wielu regatach deskowych na akwenach w Polsce, średni poziom sportowy.
W latach 80./90. kolarze stargardzcy brali udział w ogólnopolskich spartakiadach młodzieży w wyścigach szosowych i torowych.Czołowymi zawodnikami byli: S. Nieumierzycki, M. Adamus, R. Skrzypczak, Krzysztof Malinowski, Grzegorz Łańc, Maciej Chmielewski, Marcin Wójcik, juniorzy Paweł Mazur, Mariusz Wysocki i wielokrotny medalista mistrzostw Polski Artur Krasiński, który był uczestnikiem mistrzostw świata i członkiem kadry olimpijskiej.
W latach 1990–2008 sekcja lekkoatletyczna funkcjonowała dalej w LKS „Pomorze”. Zespół występował w II lidze lekkoatletycznej, plasując się w granicach czwartego-piątego miejsca. W maju 1994 zorganizowano w Stargardzie Szczecińskim Mistrzostwa Polski weteranów, podczas których wzięła udział czołówka polskich lekkoatletów: T. Ząbek (kula), A. Saków (oszczep), W. Różyczka (młot).
W marcu 1995 powstał Ludowy Klub Kolarski, który został oddzielony od LKS „Pomorze”, gdzie funkcjonowała sekcja kolarska. W 1999 położony został nowy tartan, klub otrzymał nową siedzibę, zarząd składał się z 13 osób, funkcję prezesa pełnił Jerzy Wojciechowski. Ostatnim prezesem był LKS „Pomorze” Henryk Szarycz.

## Powstanie LLKS i WMLKS „Pomorze” (2008–2019)

### LLKS „Pomorze” w latach (2008–2019)

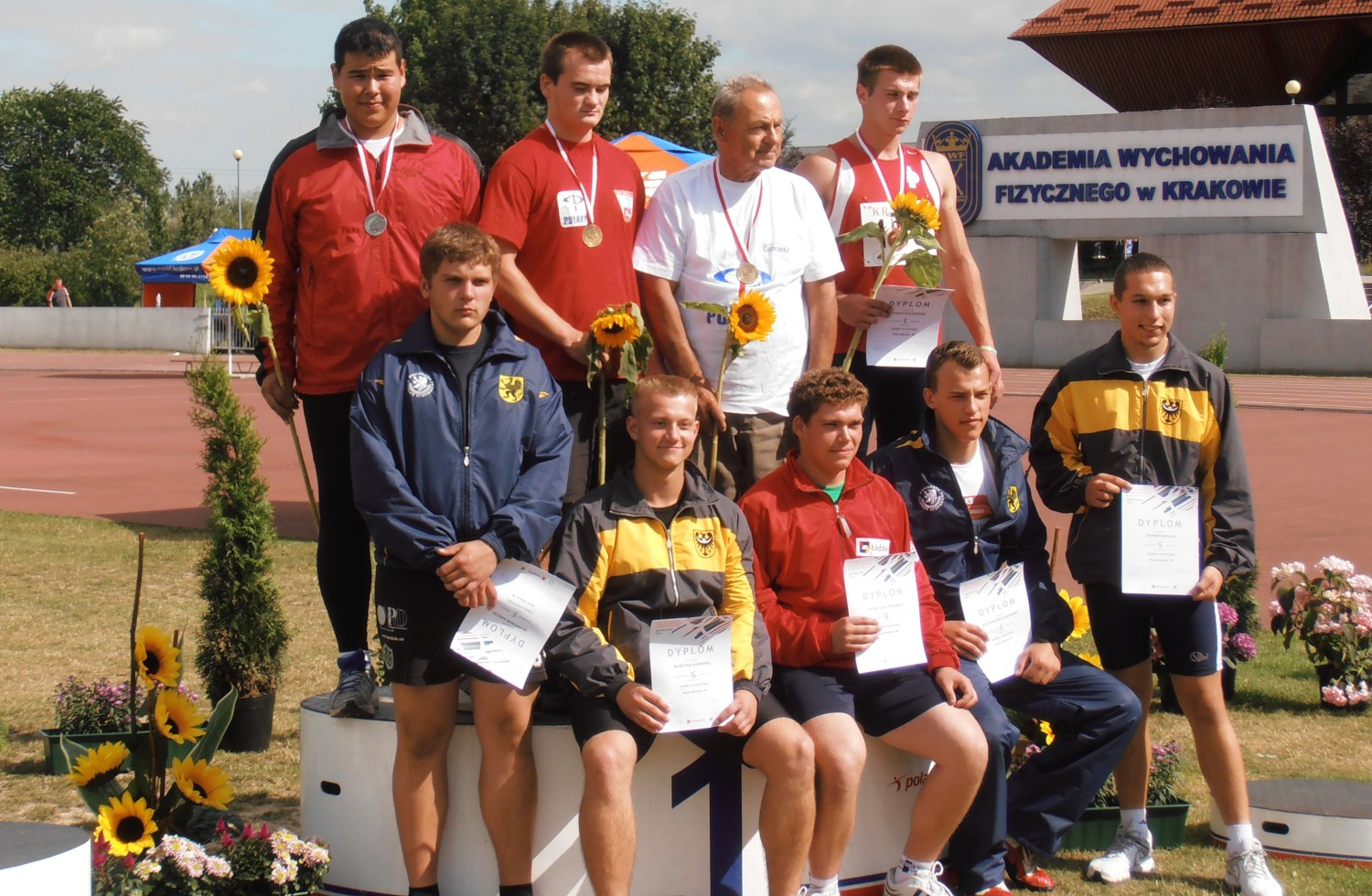
Kenneth Marynowski

W 2008 powstał Lekkoatletyczny Ludowy Klub Sportowy „Pomorze” Stargard Szczeciński, którego prezesem został: Krzysztof Rytwiński. LLKS „Pomorze” Stargard rozpoczął praktyczną działalność w styczniu 2009. W tym samym czasie trenerzy klubu LKS „Pomorze”: Włodzimierz Różyczka, Marek Różyczka, Sławomir Świerczyński, Józef Piecyk oraz ich zawodnicy wystąpili z klubu i przystąpili do LLKS „Pomorze” Stargard Szczeciński. Obecnie prezesem LLKS „Pomorze” Stargard jest Józef Piecyk.

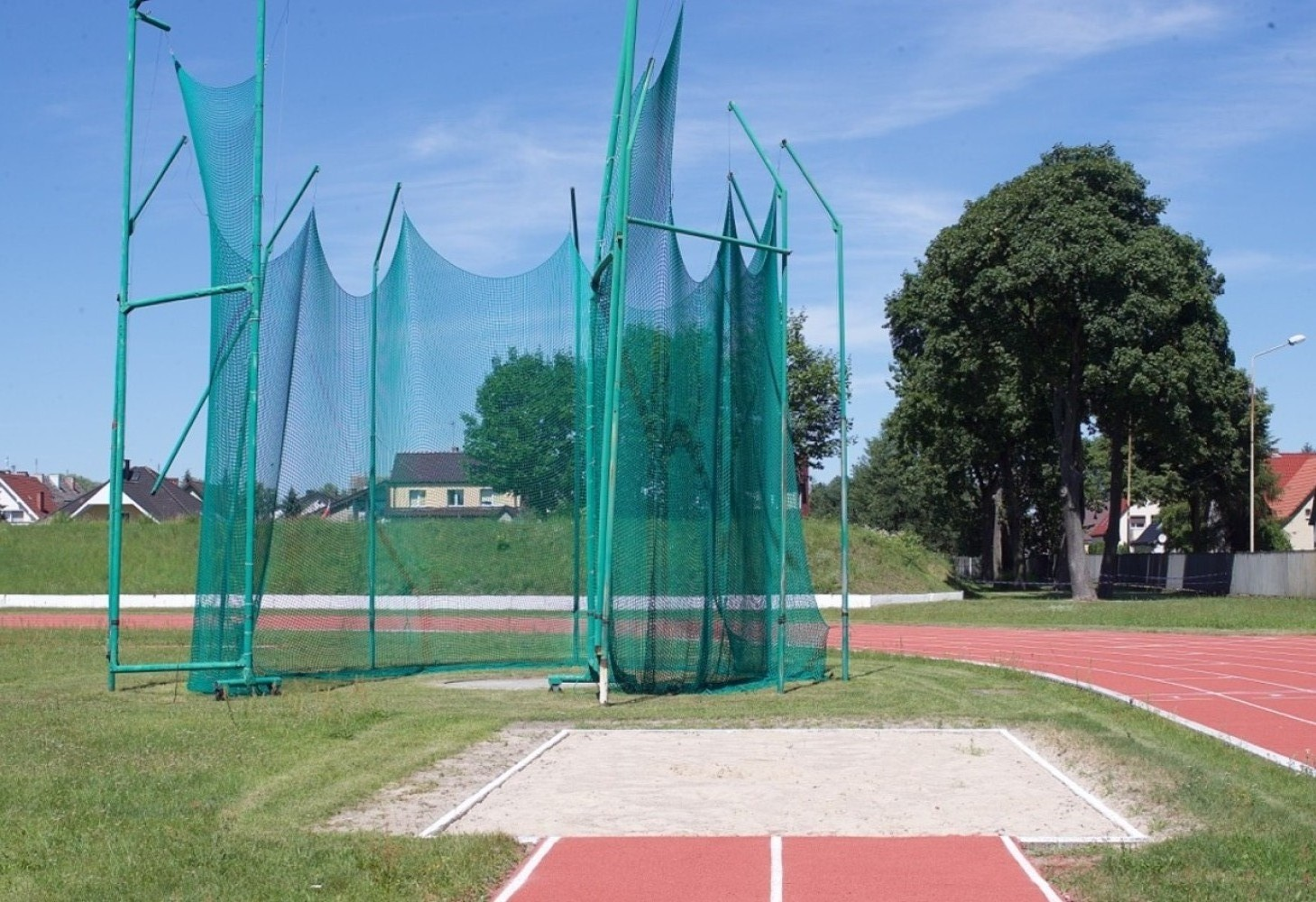
Rzutnia na stadionie w Stargardzie

We wrześniu 2009 w Koszalinie Mateusz Krawczyk z LLKS „Pomorze” Stargard wywalczył dwa srebrne medale podczas Międzywojewódzkich Mistrzostw Młodzików. Był drugi w biegu na 100 metrów z czasem (11,67 s) i także drugi w skoku w dal z wynikiem (6,22 m). Startowali również Kenneth Marynowski i Tomasz Kot z LLKS Pomorze. Kenneth był szósty w rzucie młotem z wynikiem (41,60 m) oraz jedenasty w rzucie dyskiem z wynikiem (29,32 m). Tomasz Kot zajął ósme miejsce w rzucie młotem z wynikiem (37,58 m) oraz piętnaste w rzucie dyskiem z wynikiem (21,78 m). W sierpniu 2010 w Singapurze Sandra Malinowska z LLKS „Pomorze” Stargard zakwalifikowała się do finału rzutu młotem, podczas Igrzysk Olimpijskich Młodzieży. W kwalifikacjach zajęła szóste miejsce z wynikiem 55,30 m. W finale wystąpiło osiem najlepszych zawodniczek.
W sierpniu 2012 w Krakowie odbyła się Ogólnopolska Olimpiada Młodzieży w lekkiej atletyce. W zawodach udział wzięli zawodnicy LLKS „Pomorze”. Kenneth Marynowski w finale rzutu młotem w piątej kolejce uzyskał swój najlepszy wynik 64,39 m i zdobył srebrny medal mistrzostw Polski juniorów młodszych. Marta Kordykiewicz w finale rzutu młotem w pierwszym rzucie poprawiła rekord życiowy z wynikiem 54,15 m. i zajęła piąte miejsce.

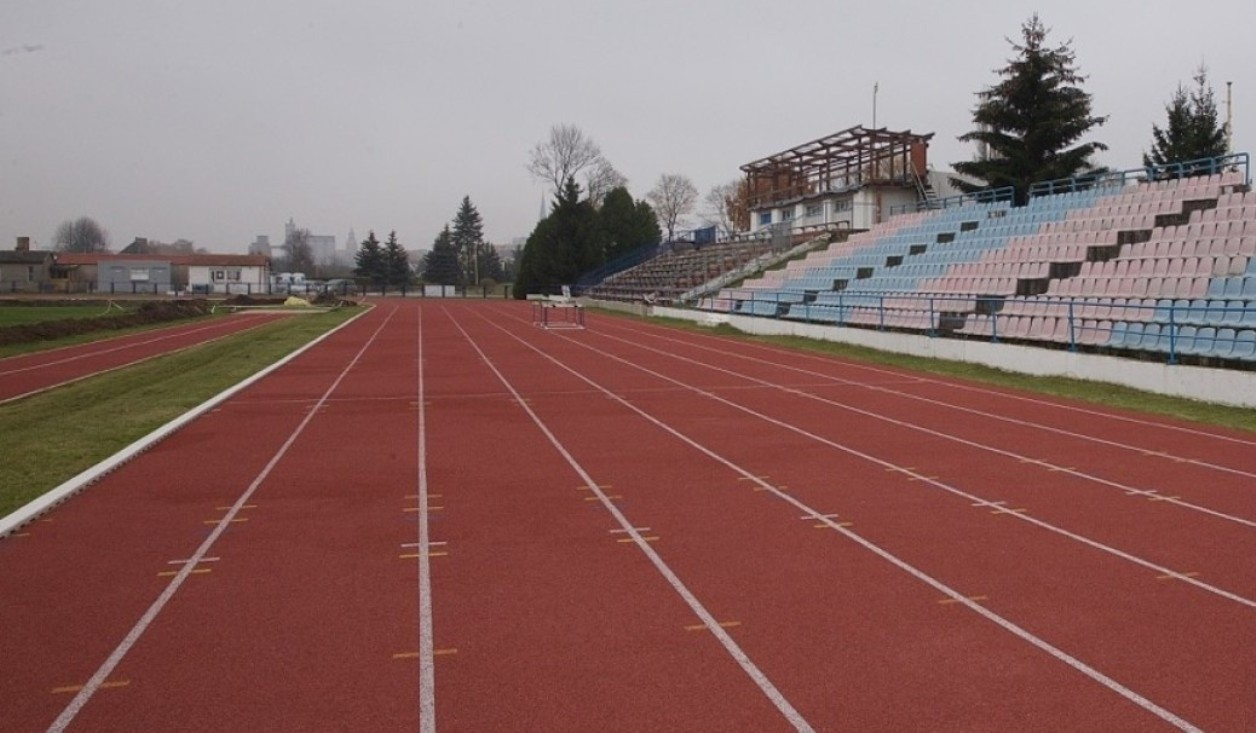
Remont stadionu lekkoatletycznego w Stargardzie

W 2017 i w 2018 na stadionie lekkoatletycznym im. dr Jerzego Cieśli przy ulicy Sportowej w Stargardzie trwał remont. Stadion Lekkoatletyczny o łącznej powierzchni 5,5 ha, ma: bieżnię okrężną 400 m z 8 torami o sztucznej nawierzchni typu plexitrac, rozbiegi do skoku w dal i trójskoku z czterema zeskoczniami do skoku w dal i trójskoku o nawierzchni plexitrac, rozbieg do skoku wzwyż o nawierzchni plexitrac, dwa rozbiegi do skoku o tyczce z nawierzchnią plexitrac, zaplecze treningowe znajdujące się bezpośrednio za trybunami stadionu (2000 siedzisk) składa się obecnie z: prostej bieżni żużlowej o długości 80 m i szerokości 5 m, zakończonej zeskocznią do skoku w dal, dwie rzutnie do rzutu młotem i dyskiem, dwie rzutnie do pchnięcia kulą, rozbieg o nawierzchni żużlowej do skoku wzwyż. Obiekt dysponuje budynkiem socjalno-administracyjnym, w którym są szatnie damska i męska z natryskami, ogólnodostępne przebieralnie, pomieszczenia biurowe klubów sportowych oraz wieża pomiaru czasu.
W dniach 9/10 czerwca 2018 w Słubicach zawodnicy LLKS Pomorze zdobyli pięć medali i uzyskali sześć rekordów życiowych podczas mistrzostw Krajowego Zrzeszenia LZS. Paweł Misiaszek zdobył złoty medal i uzyskał najlepszy wynik w kraju w rzucie młotem 5 kg (73,69 m). Srebrne medale zdobyli Matylda Cebulska, Zuzanna Komisarczyk w rzucie młotem 3 kg (53,710), Magdalena Zycer w rzucie młotem 4 kg (51,44) i brązowy medal Mateusz Modrzejewski w konkursie w rzucie młotem 5 kg (58,35).
W dniach 7/8 czerwca 2018 odbyły się w Győr na Węgrzech lekkoatletyczne mistrzostwa Europy zawodników w wieku do lat 18 podczas których Paweł Misiaszek zajął ósme miejsce z wynikiem 73,44 m.

### WMLKS „Pomorze” w latach (2010–2020)

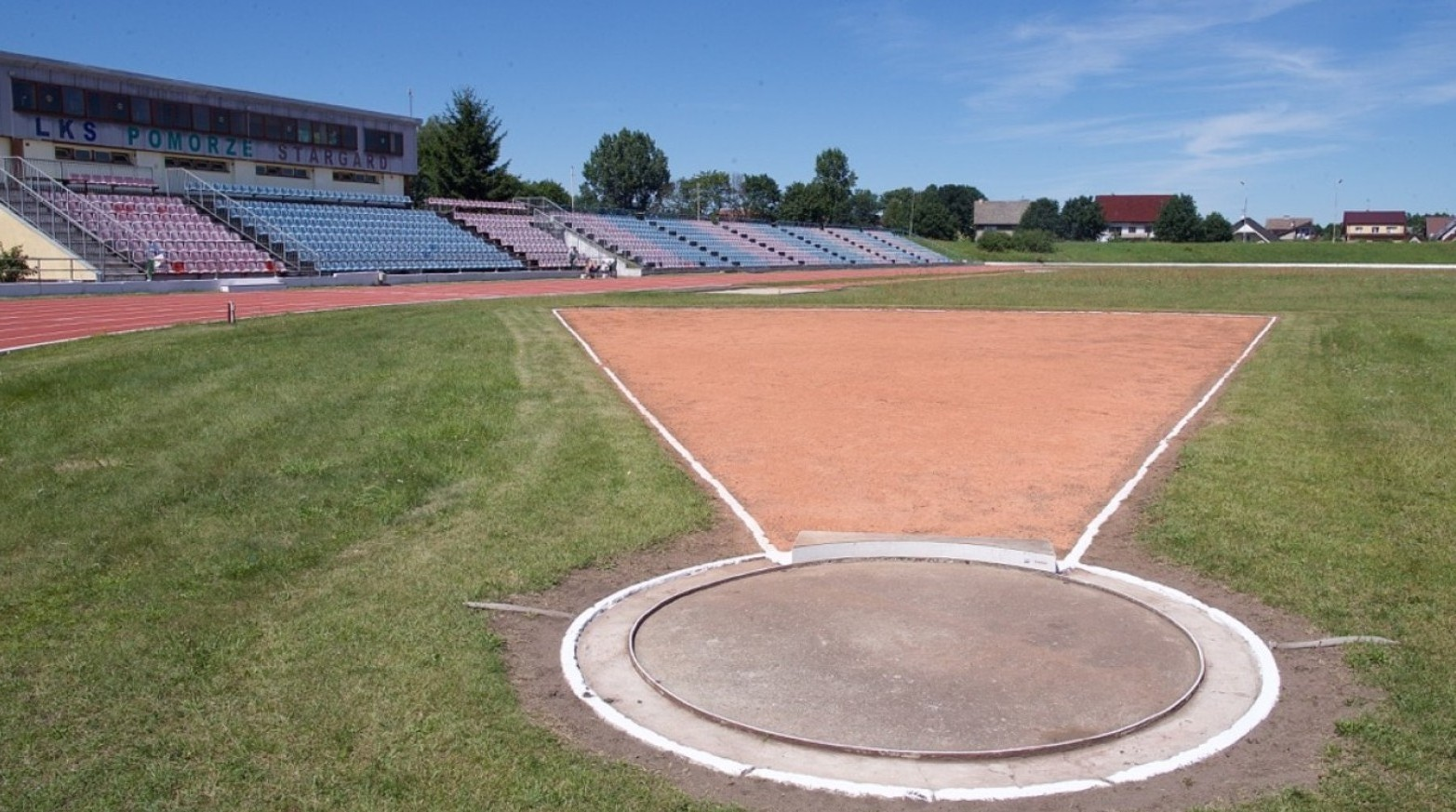
Stadion LKS Pomorze

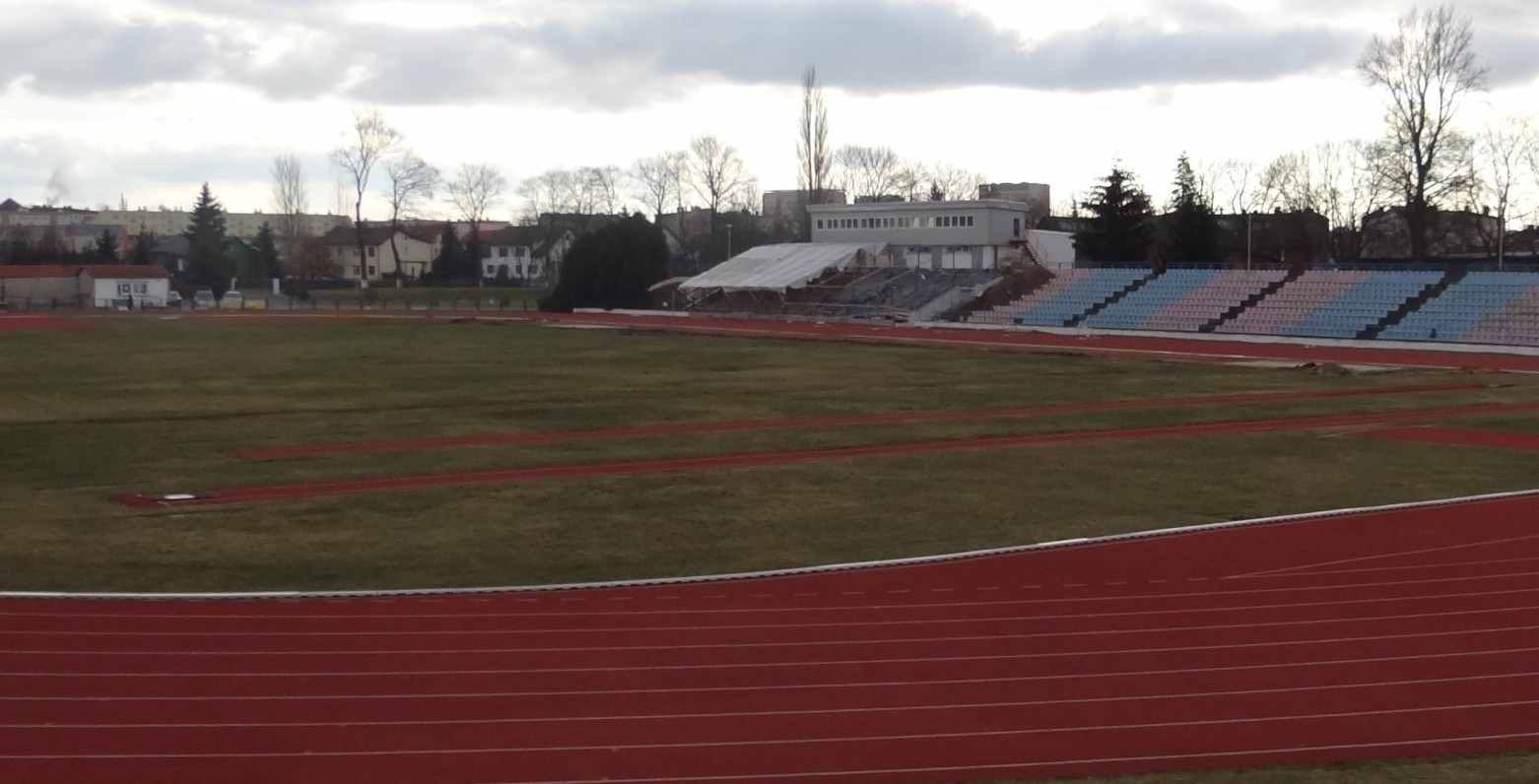
Stadion lekkoatletyczny w Stargardzie

W 2010 zafunkcjonował drugi klub, Wiodący Międzyszkolny Ludowy Klub Sportowy (WLKS) „Pomorze”, którego prezesem i zarazem trenerem został Zbigniew Krzysiek. Klub jest organizacją sportową powołaną do szkolenia sportowego młodzieży, organizacji imprez i zawodów sportowych. Celem działania jest rozwój sportowy członków w zakresie lekkiej atletyki oraz krzewienie kultury fizycznej wśród dzieci, młodzieży i dorosłych.
W maju 2015 Paulina Kaczyńska lekkoatletka z WMLKS „Pomorze” Pomorze Stargard zwyciężyła w mistrzostwach Polski w biegu na 10 kilometrów z czasem 33.26,59 min. Stargardzianka wcześniej została halową wicemistrzynią Polski w biegu na 3000 metrów, a w biegach przełajowych zajęła piąte miejsce w mistrzostwach kraju na dystansie 5000 m. Jest także akademicką mistrzynią kraju w biegach przełajowych. W lipcu 2016 Kinga Łepkowska z Lekkoatletycznego Ludowego Klubu Sportowego „Pomorze” Stargard, awansowała do finału konkursu rzutu młotem mistrzostw świata juniorów w lekkiej atletyce, które rozgrywane były w Bydgoszczy. W eliminacjach grupy A zajęła czwarte miejsce z rzutami powyżej 59 metrów.
W 2016 stadion lekkoatletyczny im. dr. Jerzego Cieśli przy ulicy Sportowej w Stargardzie poddany został remontowi. Położona została nowa bieżnia, która ma dwie warstwy granulatu, poprawiono rozbiegi do skoków i rzutów. Na obiekcie trenują zawodnicy dwóch stargardzkich klubów sportowych: LLKS Pomorze i WMLKS Pomorze.
25 czerwca 2017 Paulina Kaczyńska z WMLKS „Pomorze” Stargard zajęła piąte miejsce podczas drużynowych mistrzostwach Europy osiągając wynik – 16.01,68. Polscy lekkoatleci zajęli drugie miejsce. 18 marca 2018 lekkoatletka z WMLKS Pomorze Milena Sadowska w biegu na 4000 m juniorek zajęła II miejsce i została wicemistrzynią Polski podczas mistrzostw Polski w biegach przełajowych w Żaganiu.
30 kwietnia 2018 Paulina Kaczyńska podczas zawodów w Łomży została wicemistrzynią Polski w biegu na 10 tysięcy metrów, zdobyła srebrny medal przegrywając o zaledwie 5 sekund. Damian Kabat był szósty, a w kategorii mężczyzn powyżej 35 roku życia był Andrzej Kuśmider był drugi
16 czerwca 2018 na mityngu w Tybindze koło Stuttgartu Paulina Kaczyńska uzyskała minimum kwalifikacyjne na Mistrzostwa Europy w Berlinie seniorów w lekkoatletyce uzyskując na 5 km czas 15:29,67, ustanawiając nowy rekord życiowy. W dniach 20 lipca do 22 lipca 2018 odbyły się Mistrzostwa Polski Seniorów w Lekkoatletyce 2018 w Lublinie, podczas których Paulina Kaczyńska została mistrzynią Polski w biegu na 5 tysięcy metrów z wynikiem 16:25.46, a na 1500 zdobyła brązowy medal. W zawodach wystartowała także Milena Sadowska, która bardzo dobrze się zaprezentowała na tle starszych rywalek, bijąc przy tym swój rekord życiowy.
29 kwietnia 2019 w Białogardzie Paulina Kaczyńska została mistrzynią Polski w biegu na 10 tysięcy metrów z wynikiem 32:53.65. 19 września 2020 zawodniczki WMLKS „Pomorze” podczas Mistrzostw Polski Seniorów w Karpaczu w biegu na 10 000 m zdobyły tytuł drużynowego wicemistrza.

## LKS „Pomorze” na Igrzyskach Olimpijskich

Meksyk 1968
XIX Letnie Igrzyska Olimpijskie (oficjalnie Igrzyska XIX Olimpiady) odbyły się w 1968 roku w Meksyku. Do kadry olimpijskiej powołany został kolarz z LKS Pomorze Stanisław Weryk, który ostatecznie do Meksyku nie pojechał.
 Monachium 1972

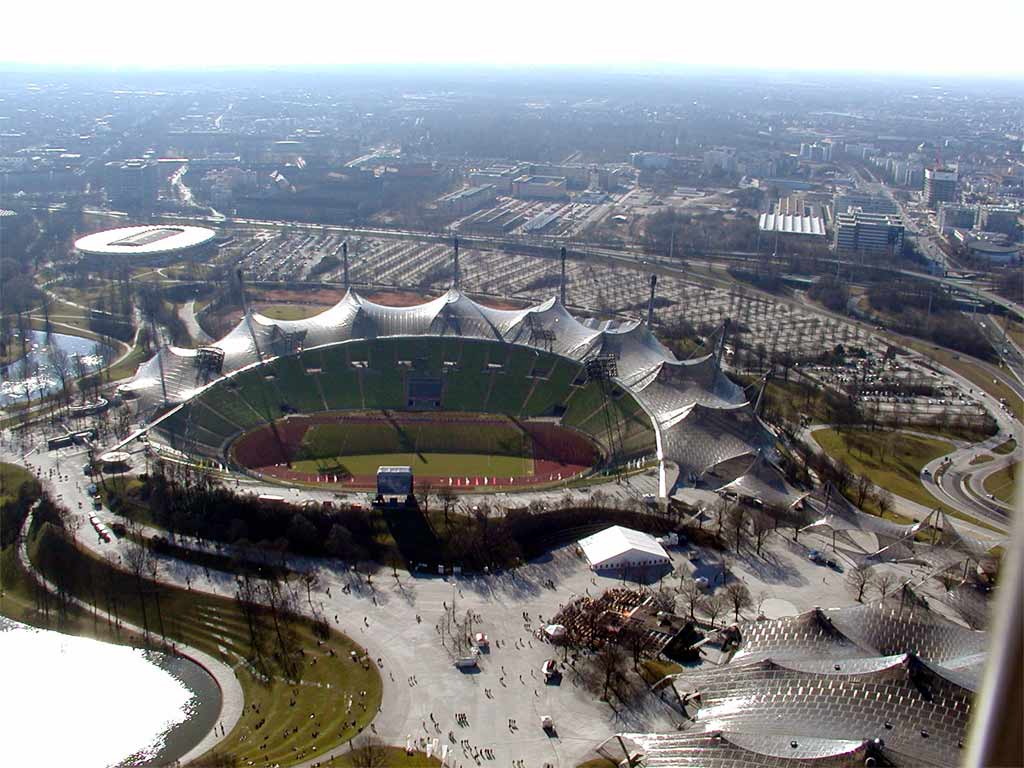
Stadion olimpijski w Monachium

XX Letnie Igrzyska Olimpijskie (oficjalnie Igrzyska XX Olimpiady) odbyły się w 1972 roku w Monachium (Niemcy Zachodnie). W kadrze olimpijskiej reprezentacji Polski byli stargardzianie z LKS Pomorze: Bernard Kręczyński, Danuta Piecyk oraz Janusz Kobyliński w strzelectwie sportowym, który ostatecznie na olimpiadę w Monachium nie pojechał:
- Danuta Piecyk (LKS Pomorze Stargard 1961–1970, Gwardia Olsztyn 1971–1982) – lekkoatletyka, na 400 m., odpadła w ćwierćfinale

Finał wygrała Monika Zehrt z czasem 51,08 (rekord olimpijski)
- Bernard Kręczyński
- Paweł Kaczorowski
- Janusz Kierzkowski
- Mieczysław Nowicki

Drużyna, w której startował Bernard Kręczyński w 1972 na olimpiadzie w Monachium, zajęła 4 miejsce w wyścigu drużynowym na 4000 m na dochodzenie na torze, startował w eliminacjach Jerzy Głowacki.
 Moskwa 1980

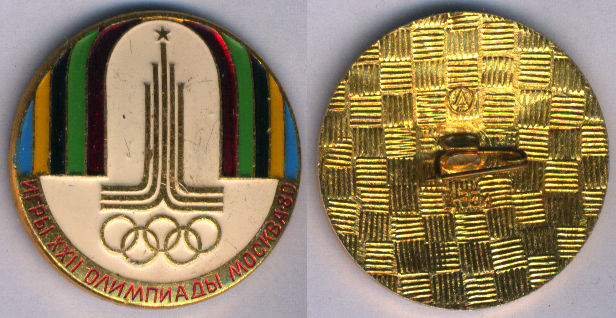
Plakietka pamiątkowa moskiewskich igrzysk olimpijskich

XXII Letnie Igrzyska Olimpijskie (oficjalnie Igrzyska XXII Olimpiady) rozgrywane były w Moskwie w dniach 19 lipca–3 sierpnia 1980. W kadrze olimpijskiej „C” znalazła się Marzena Grabowska z LKS Pomorze Stargard, ale ostatecznie nie pojechała na olimpiadę.

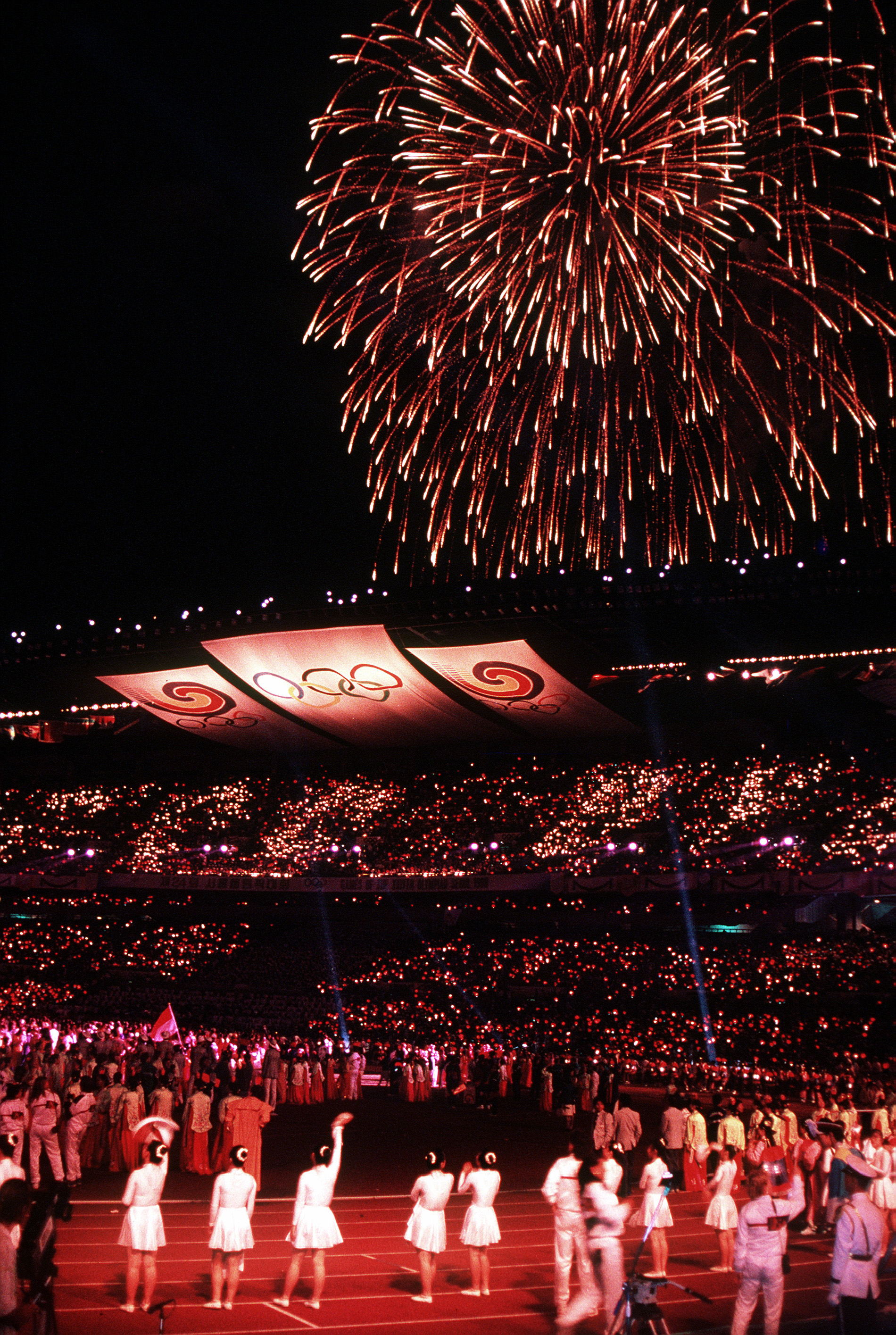
 Seul 1988
XXIV Letnie Igrzyska Olimpijskie (oficjalnie Igrzyska XXIV Olimpiady) odbyły się w 1988 roku w Seulu (Korea Południowa). Polska na Letnich Igrzyskach Olimpijskich w Seulu liczyła 153 zawodników, w tym Władysław Stecyk, Wiesław Chmielewski, Paweł Januszewski, trenujący między innymi w klubach stargardzkich (w szerokiej kadrze olimpijskiej był także kolarz Artur Krasiński, trenujący w LKS Pomorze Stargard, ostatecznie nie zakwalifikował się do reprezentacji, w której kolarze Joachim Halupczok, Zenon Jaskuła, Marek Leśniewski, Andrzej Sypytkowski – szosa drużynowo na czas zajęli 2. miejsce – srebrny medal)
 Atlanta 1996

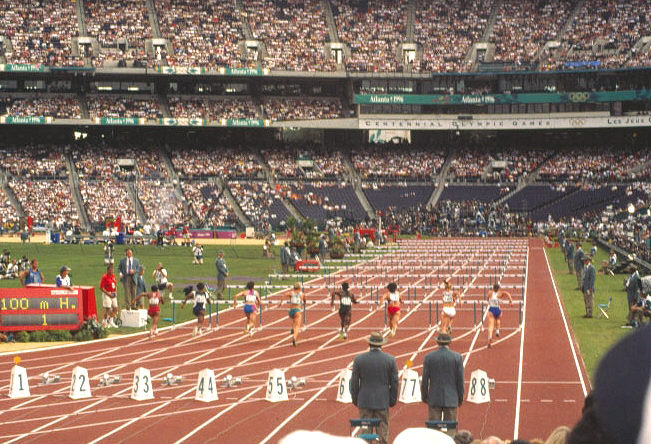
Igrzyska Olimpijskie w Atlancie, bieg na 100 m przez płotki kobiet

XXVI Letnie Igrzyska Olimpijskie (oficjalnie Igrzyska XXVI Olimpiady) odbyły się w Atlancie w Stanach Zjednoczonych w dniach 19 lipca – 4 sierpnia 1996 roku. Polska na Letnich Igrzyskach Olimpijskich w Seulu liczyła 165 zawodników, w tym Paweł Januszewski, trenujący między innymi w LKS Pomorze Stargard. Udział w olimpiadzie wzięła Danuta Piotrowska, która trenowała w LKS Pomorze, ale reprezentowała Kanadę:
- Danuta Piotrowska (LKS Pomorze Stargard)/(klub w Kanadzie) – lekkoatletyka, bieg na 1500 m, reprezentowała Kanada
- Paweł Januszewski (LKS Pomorze Stargard)/(Skra Warszawa) – lekkoatletyka, bieg na 400 m przez płotki, nie zakwalifikował się do finału. Bieg finałowy na 400 m przez płotki wygrał Derrick Adkins.

 Sydney 2000

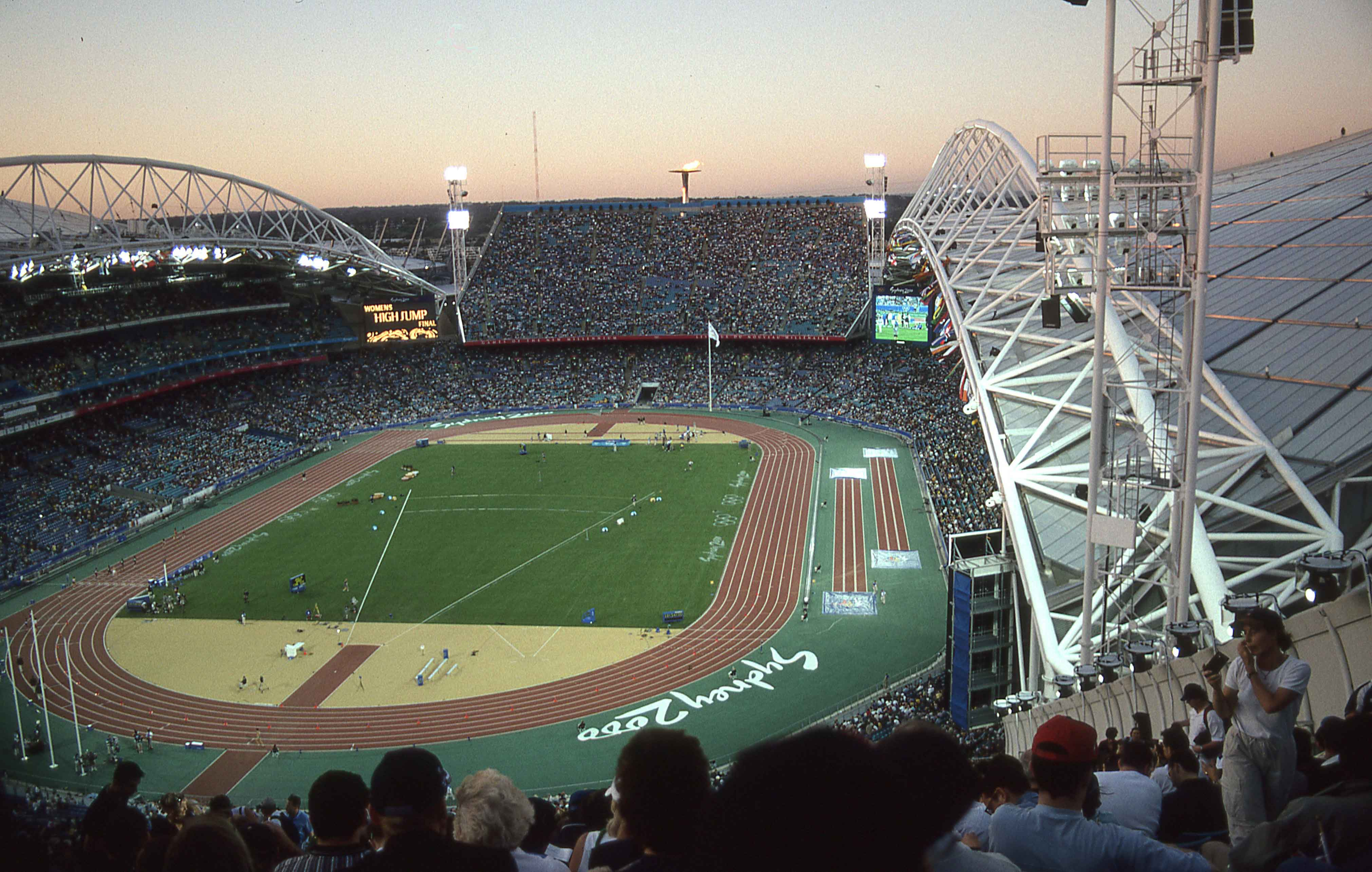
Stadium Australia – główna arena igrzysk

Zawody lekkoatletyczne podczas igrzysk w Sydney odbyły się na Stadium Australia między 22 września i 1 października. Lekkoatletyka była największą dyscypliną podczas igrzysk – rywalizowano w 46 konkurencjach (22 kobiecych i 24 męskich). W kadrze olimpijskiej Polski był lekkoatleta Paweł Januszewski, były zawodnik LKS Pomorze Stargard.

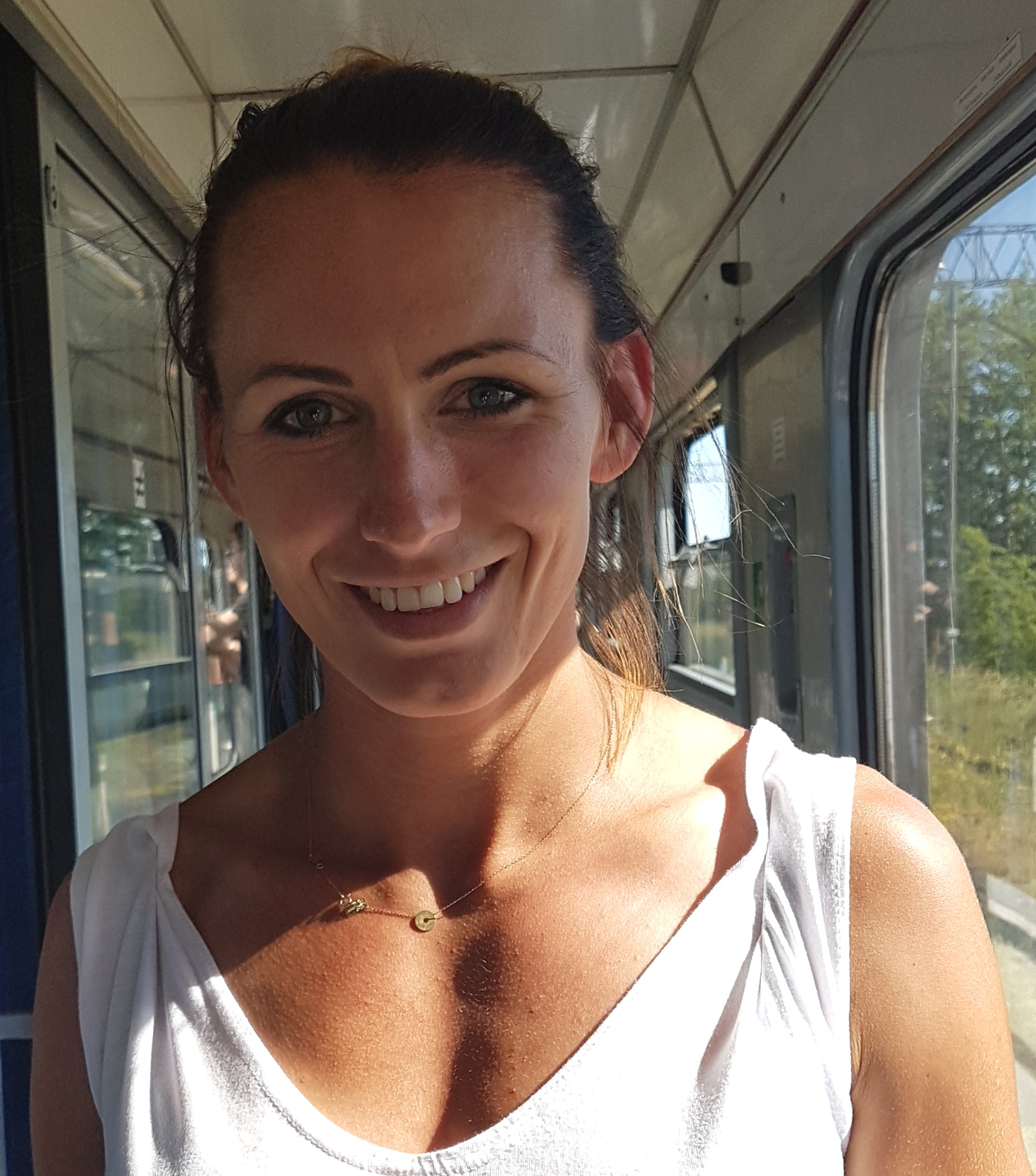
Paulina Kaczyńska

W szerokiej kadrze narodowej na olimpiadę w Sydney była także Joanna Podolska z LKS Pomorze Stargard. W Sydney wystąpił, tylko Paweł Januszewski na 400 m przez płotki:
- Paweł Januszewski (Spartakus Pyrzyce 1986–1983, LKS Pomorze Stargard 1989–1991, Skra Warszawa 1993–2002, Wawel Kraków 2003–2004) – lekkoatletyka, bieg na 400 m przez płotki, finalista (6 miejsce)

 Rio de Janeiro 2016
XXXI Letnie Igrzyska Olimpijskie (port. Jogos Olímpicos de Verão de 2016), oficjalnie Igrzyska XXXI Olimpiady – letnie igrzyska olimpijskie, które odbyły się w 2016 w Rio de Janeiro (Brazylia). Były to pierwsze igrzyska w Ameryce Południowej i drugie w Ameryce Łacińskiej (Meksyk 1968). To także pierwsze igrzyska na półkuli południowej od 2000. W przygotowaniach do olimpiady w Rio de Janeiro w szerokiej kadrze olimpijskiej była Paulina Kaczyńska.

## LKS „Pomorze” na Lekkoatletycznych Mistrzostwach Europy
1. Europejskie Igrzyska Juniorów w Lekkoatletyce 1968:
- Danuta Kopa – (sztafeta 4 × 100 m oraz na 200 m), 1968

| Konkurencja:       | 1. miejsce                                                                           | Rezultat | 2. miejsce                                                                  | Rezultat | 3. miejsce                                                                 | Rezultat |
| Sztafeta 4 × 100 m | ZSRR · Raisa Nikanorowa · Nadieżda Biesfamilna · Marina Nikiforowa · Ludmiła Żarkowa | 45,3     | NRD · Bärbel Schrickel · Renate Meissner · Marion Wagner · Gabriele Zindler | 45,8     | Polska · Krystyna Mandecka · Urszula Soszka · Danuta Kopa · Elżbieta Nowak | 46,6     |

2. Mistrzostwa Europy w Lekkoatletyce 1969 w Atenach
- Danuta Piecyk –– lekkoatletyka, startowała w sztafecie 4 × 400 metrów wraz z Krystyną Hryniewicką, Anną Bełtowską i Elżbietą Skowrońską odpadły w eliminacjach. Finał wygrała sztafeta z Wielkiej Brytanii z czasem 3:30,8

3. Mistrzostwa Europy w Lekkoatletyce 1971 w Helsinkach
- Danuta Piecyk – lekkoatletyka, bieg na 400 m, odpadła w eliminacjach. W Helsinkach brązowy medal zdobyła Irena Szewińska w biegu na 200 m. Finał na 400 m wygrała Helga Seidler

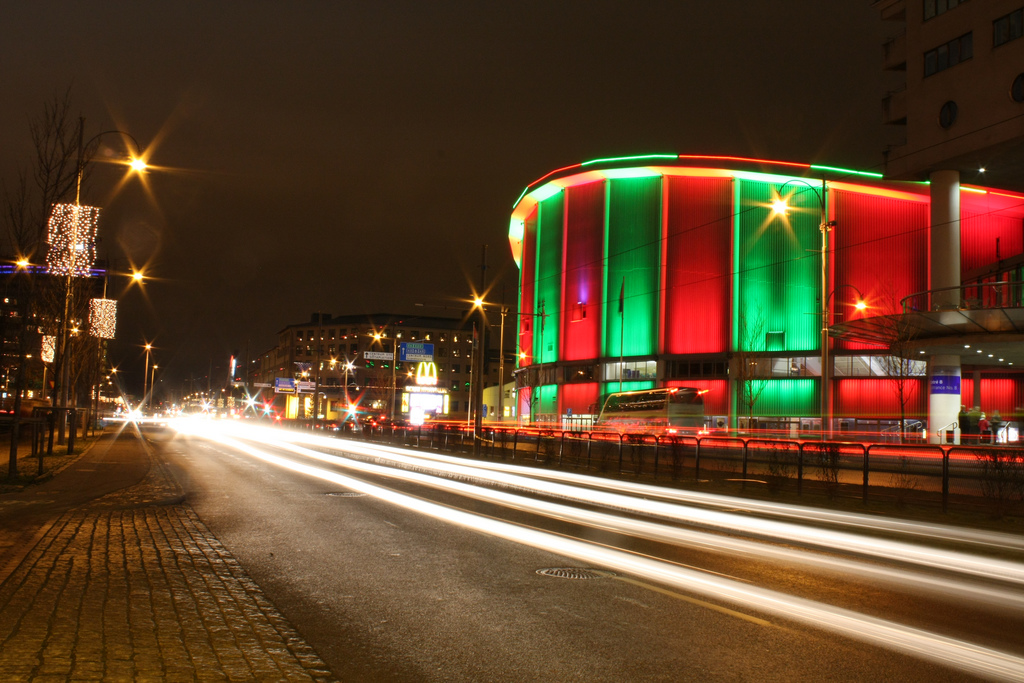
Scandinavium w Göteborgu

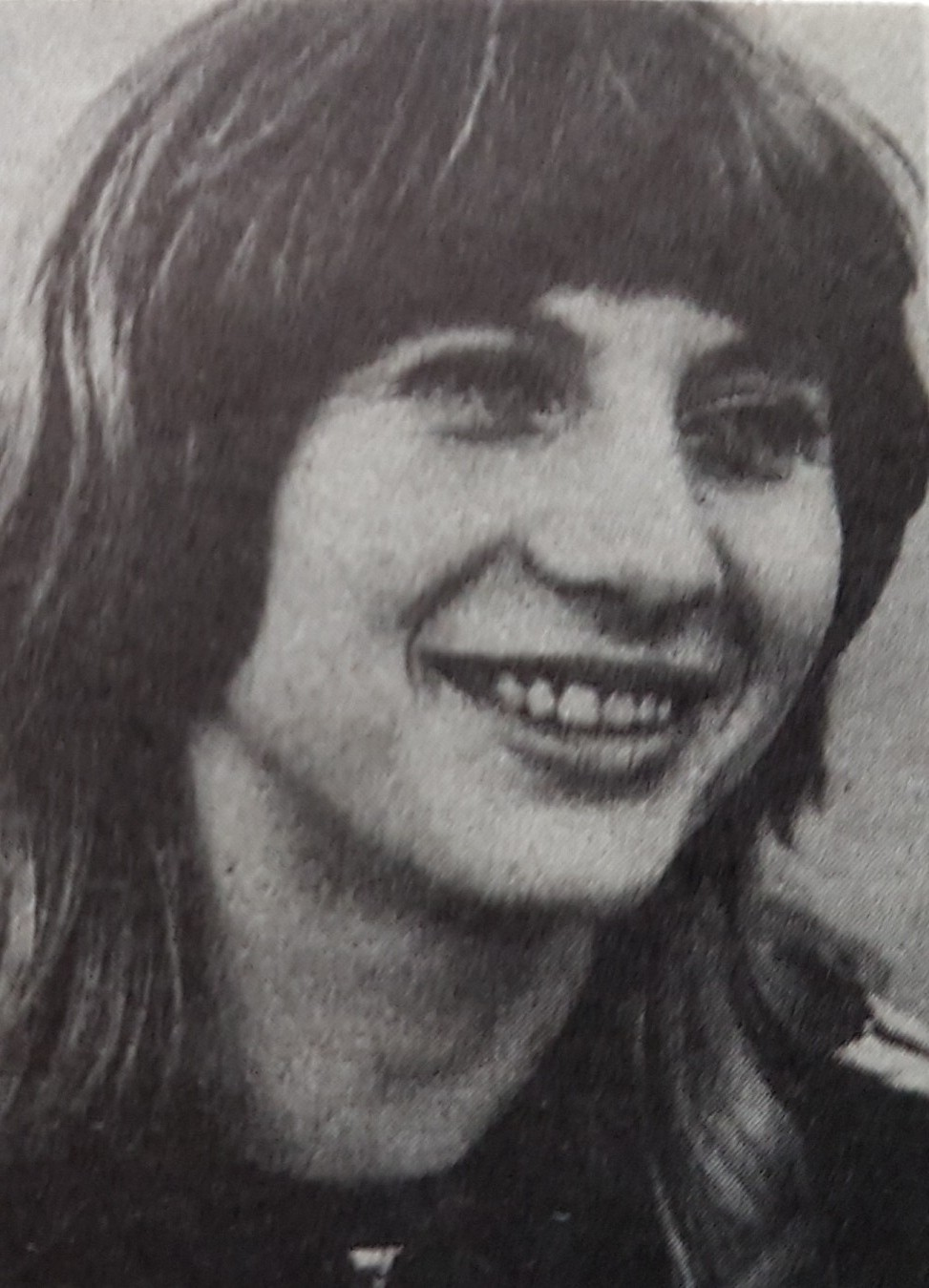
Urszula Prasek

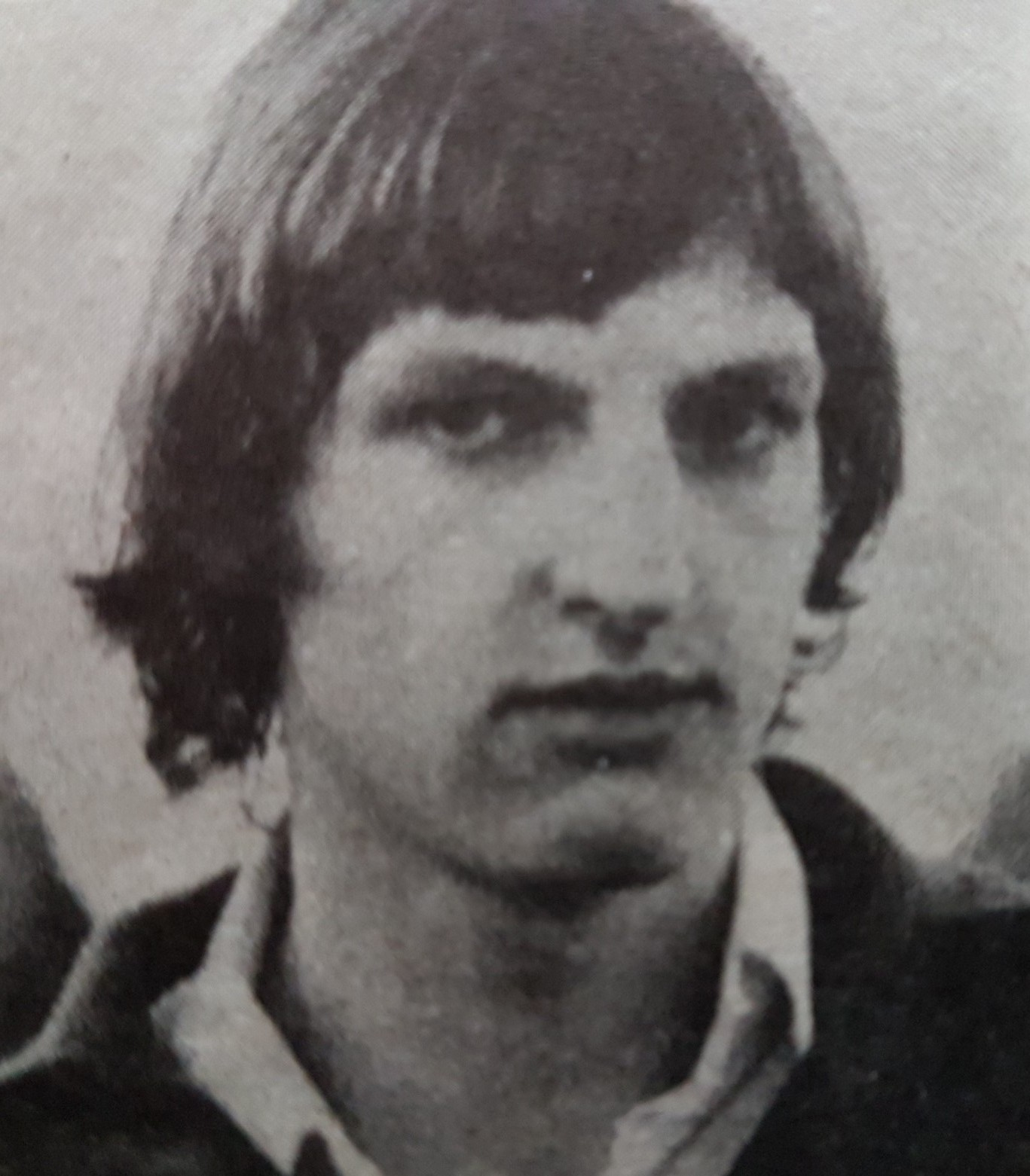
Stefan Piecyk

4. Halowe Mistrzostwa Europy w Lekkoatletyce 1974 w Göteborgu w hali Scandinavium:
- Urszula Prasek – lekkoatletyka, zajęła 7. miejsce w biegu na 1500 m.

5. Mistrzostwa Europy w Lekkoatletyce 1974 w Rzymie na Stadionie Olimpijskim.
- Urszula Prasek – lekkoatletyka, zajęła 16. miejsce w biegu na 3000 m.

6. Mistrzostwa Europy Juniorów w Lekkoatletyce 1975 w Atenach
- Zbigniew Krzysiek – 3000 m, odpadł w eliminacjach

7. Mistrzostwa Europy Juniorów w Lekkoatletyce 1977 w Odessie:
- Marzena Grabowska – 400 m, odpadła w eliminacjach
- Stefan Piecyk – 400 m przez płotki, wicemistrzostwo Europy, srebrny medal w 1977

| Konkurencja:       | Złoto:        | Złoto: | Srebro:       | Srebro: | Brąz:      | Brąz: |
| ------------------ | ------------- | ------ | ------------- | ------- | ---------- | ----- |
| 400 m przez płotki | Manfred Konow | 50,61  | Stefan Piecyk | 51,23   | Gary Oakes | 51,33 |

8. Puchar Europy w maratonie w 1988

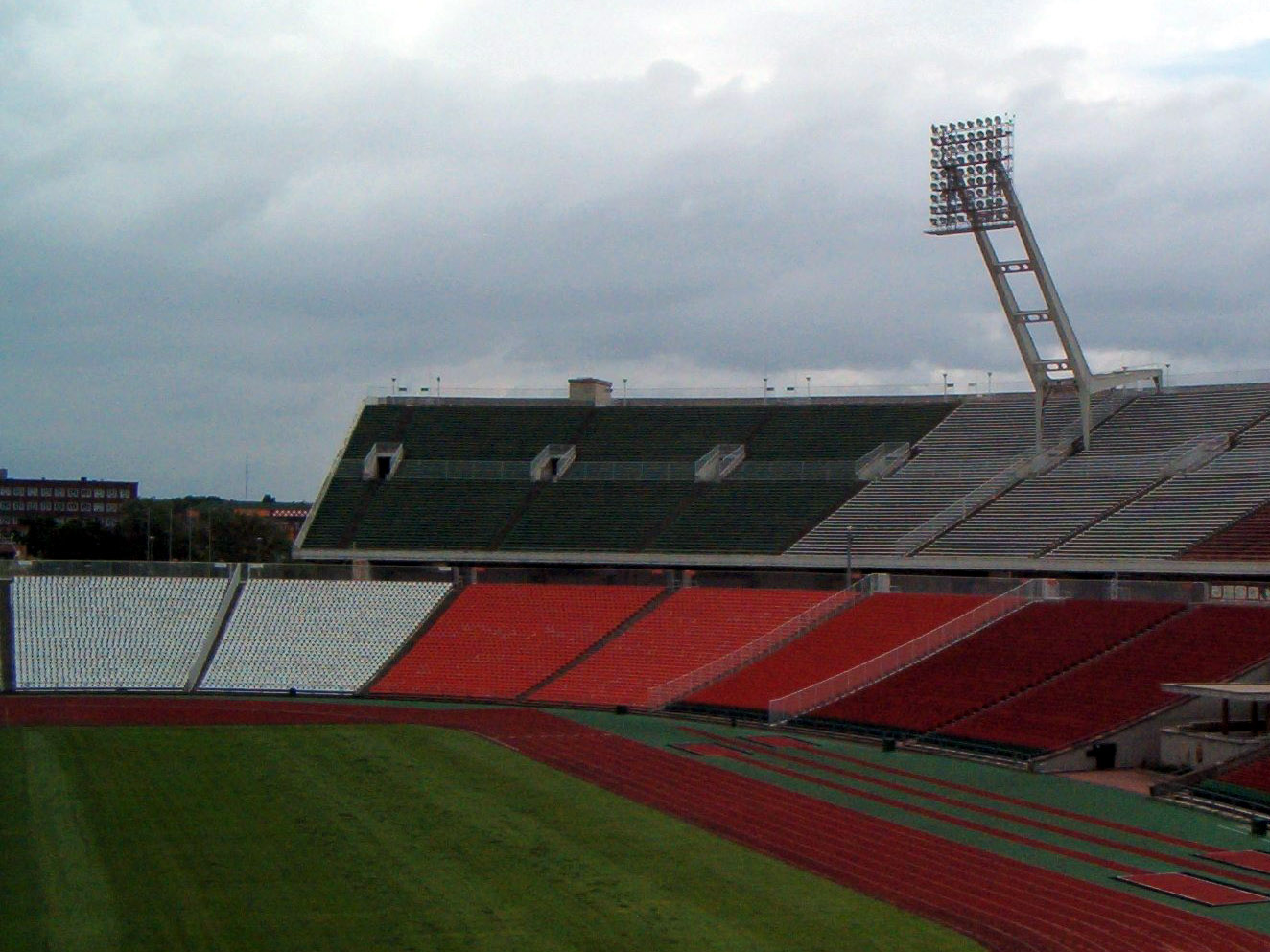
Stadion w Budapeszcie – arena mistrzostw

- Ewa Wrzosek – (bieg maraton) z LKS Pomorze Stargard (27 m. z czasem 2:45,18)

9. Mistrzostwa Europy w Lekkoatletyce 1998 w Budapeszcie na Népstadionie:
- Paweł Januszewski (LKS Pomorze Stargard)/(Skra Warszawa) – lekkoatletyka, bieg na 400 m przez płotki, mistrz Europy, złoty medal 1998

| konkurencja | złoto                      | złoto | srebro                    | srebro | brąz                   | brąz  |
| ----------- | -------------------------- | ----- | ------------------------- | ------ | ---------------------- | ----- |
| 400 m ppł   | Paweł Januszewski · Polska | 48,17 | Rusłan Maszczenko · Rosja | 48,25  | Fabrizio Mori · Włochy | 48,71 |

10. Mistrzostwa Europy w Lekkoatletyce Weteranów 1994 w Atenach
- Teresa Ząbek – pchnięcie kulą, 1994 w pierwszej ósemce
- Aleksander Saków – rzut oszczepem, 1994 w pierwszej ósemce
- Marek Różyczka – rzut młotem, 1994 w pierwszej ósemce

11. Mistrzostwa Europy Juniorów w Lekkoatletyce 2009:
- Marcin Grynkiewicz – (bieg na 400 m – 47,67), Nowy Sad 2009, siódme miejsce

12. Młodzieżowe Mistrzostwa Europy w Lekkoatletyce 2011:
- Marcin Grynkiewicz – (sztafeta 4 × 400 m – 3:05,96 (el.)), Ostrawa 2011, srebrny medal ,

13. Mistrzostwa Europy Juniorów w Lekkoatletyce 2015:
- Kinga Łepkowska – rzut młotem, 2015 w Eskilstunie w Szwecji, uczestniczka mistrzostw Europy juniorów

14. Drużynowe Mistrzostwa Europy w Lekkoatletyce 2017:
- Paulina Kaczyńska – (bieg na 5000 m), 2017, piąte miejsce

| Konkurencja:   | 1. miejsce | Rezultat | 2. miejsce       | Rezultat    | 3. miejsce | Rezultat |
| Bieg na 5000 m | Ana Lozano | 15:18,40 | Julija Szmatenko | 15:30,36 SB | Alina Reh  | 15:32,50 |

## Złote medale na Lekkoatletycznych Mistrzostwach Polski

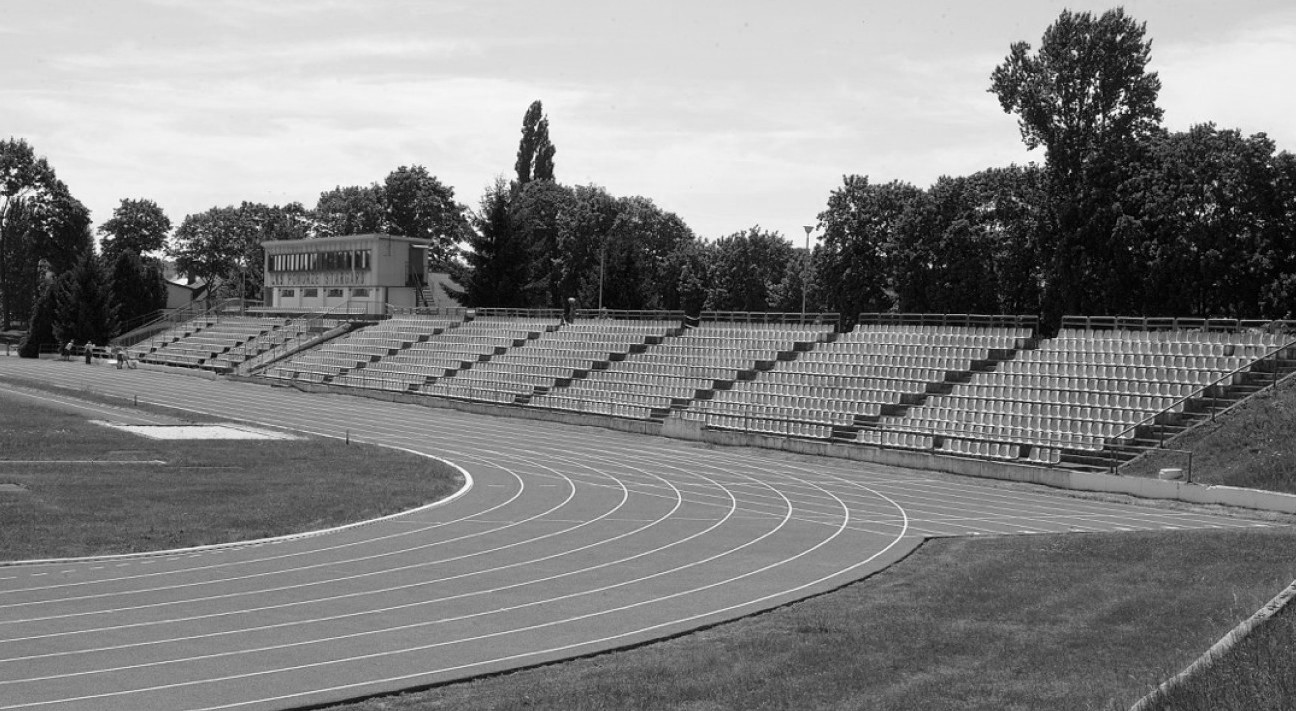
Stadion lekkoatletyczny W Stargardzie

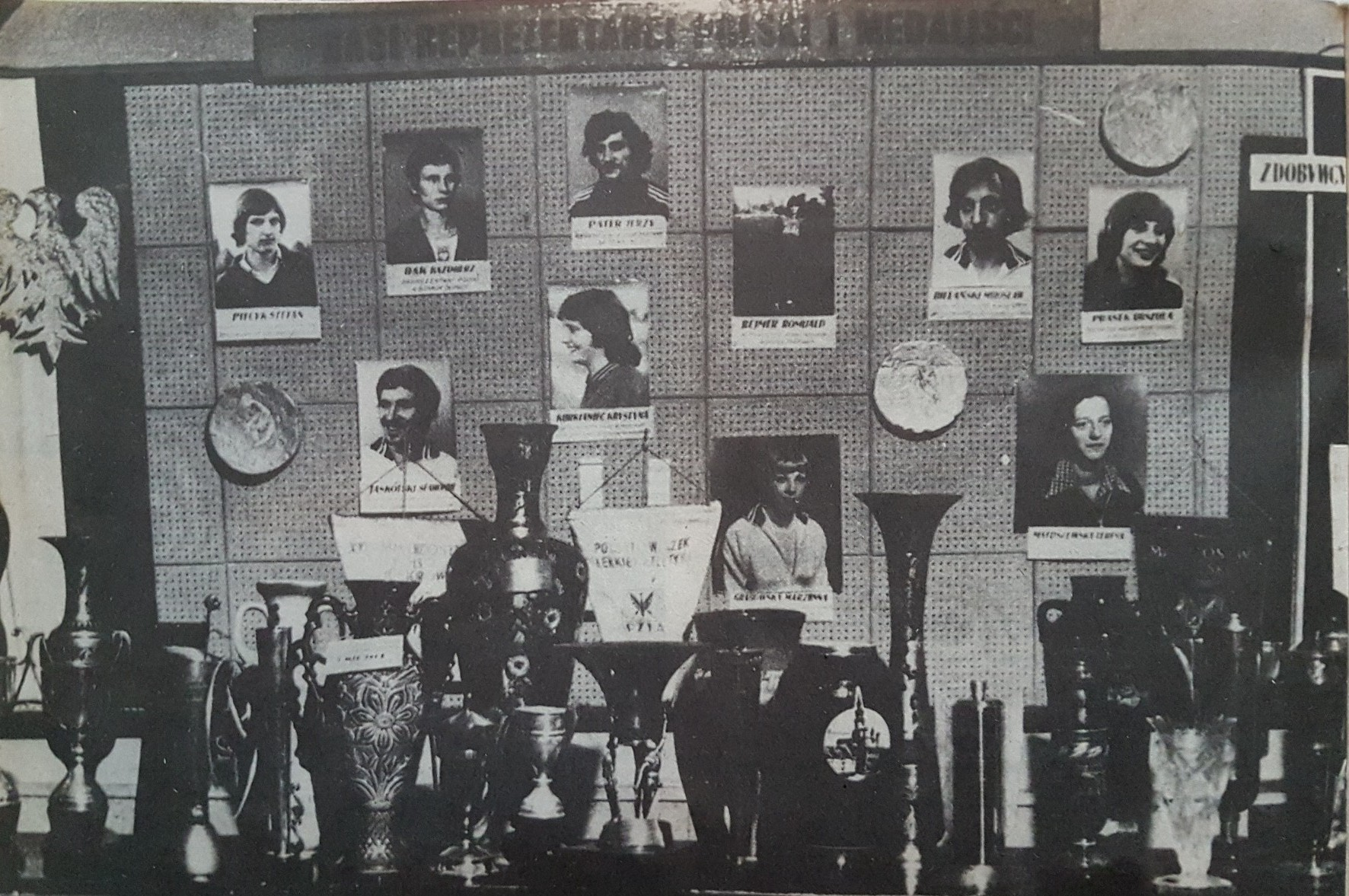
Medaliści LKS Pomorza Stargard, do 1979

Na mistrzostwach Polski następujący zawodnicy z LZS/LKS „Pomorze” oraz powstałych klubów w 2008 i w 2010 LLKS „Pomorze” i WKLKS „Pomorze” zdobyli złote medale:
- 1955 – Kazimierz Więcek (rzut dyskiem)
- 1973 (hala) – Urszula Szymańska (bieg na 1500 m)
- 1974 (hala) – Urszula Prasek (bieg na 1500 m)
- 1974 – Urszula Prasek (bieg na 3000 m)
- 1974 – Zbigniew Krzysiek (bieg na 2000 m z przeszkodami)
- 1974 – Roman Rejmer (chód na 20 km)
- 1974 – Czesław Kurkianiec (bieg na 400 m)
- 1976 – Urszula Prasek (bieg przełajowy)
- 1977 – Krystyna Kurkianiec (skok w dal)
- 1978 – Teresa Matuszewska (pchnięcie kulą)
- 1978 – Piotr Kiedrowicz (chód na 20 km)
- 1982 – Maria Bąk (bieg na 1500 m, bieg na 3000 m, bieg przełajowy)
- 1983 – Maria Bąk (bieg przełajowy)
- 1984 – Danuta Piotrowska (bieg na 1500 m)
- 1988 – Jerzy Wróblewicz (chód na 50 km)
- 1989 – Katarzyna Rybińska (bieg przełajowy)
- 2015 – Paulina Kaczyńska (bieg na 10000 m)
- 2016 – Anna Wiktorczyk (bieg na 5000 m)
- 2016 – Kinga Łepkowska (rzut młotem)
- 2018 – Paulina Kaczyńska (bieg na 5000 m)

## Przekształcenia sekcji lekkoatletycznej w stargardzkich klubach (1945–2010)

### Przekształcenia sekcji lekkoatletycznej (1945–2008)
Sekcja lekkoatletyczna funkcjonowała w klubach:
- KS „Błękitni” – (1945–1949) → sekcja lekkoatletyczna po powstaniu KS „Błękitni” zafunkcjonowała w nim w 1945 ↓
- ZS „Kolejarz” – (1949–1956) → sekcja lekkoatletyczna po powstaniu ZS „Kolejarz” zafunkcjonowała w nim w 1949 ↓
- KKS „Błękitni” – (1956–1958) → sekcja lekkoatletyczna po przeformowaniu klubu w KKS „Błękitni”, funkcjonowała w nim od 1956 ↓
- LZS „Pomorze” – (1959–1965) → sekcja lekkoatletyczna przeobraża się w LZS „Pomorze” w 1959 ↓
- LKS „Pomorze” – (1965–2010) → LZS „Pomorze” przeobraża się w LKS „Pomorze”

### Przekształcenia LKS „Pomorze” (2008–2010)
Na bazie LKS „Pomorze” powstają LLKS „Pomorze” i WMLKS Pomorze:
- LLKS „Pomorze” – (2008-obecnie)
- WMLKS Pomorze – (2010-obecnie)

## Prezesi (1945/1959–2018)

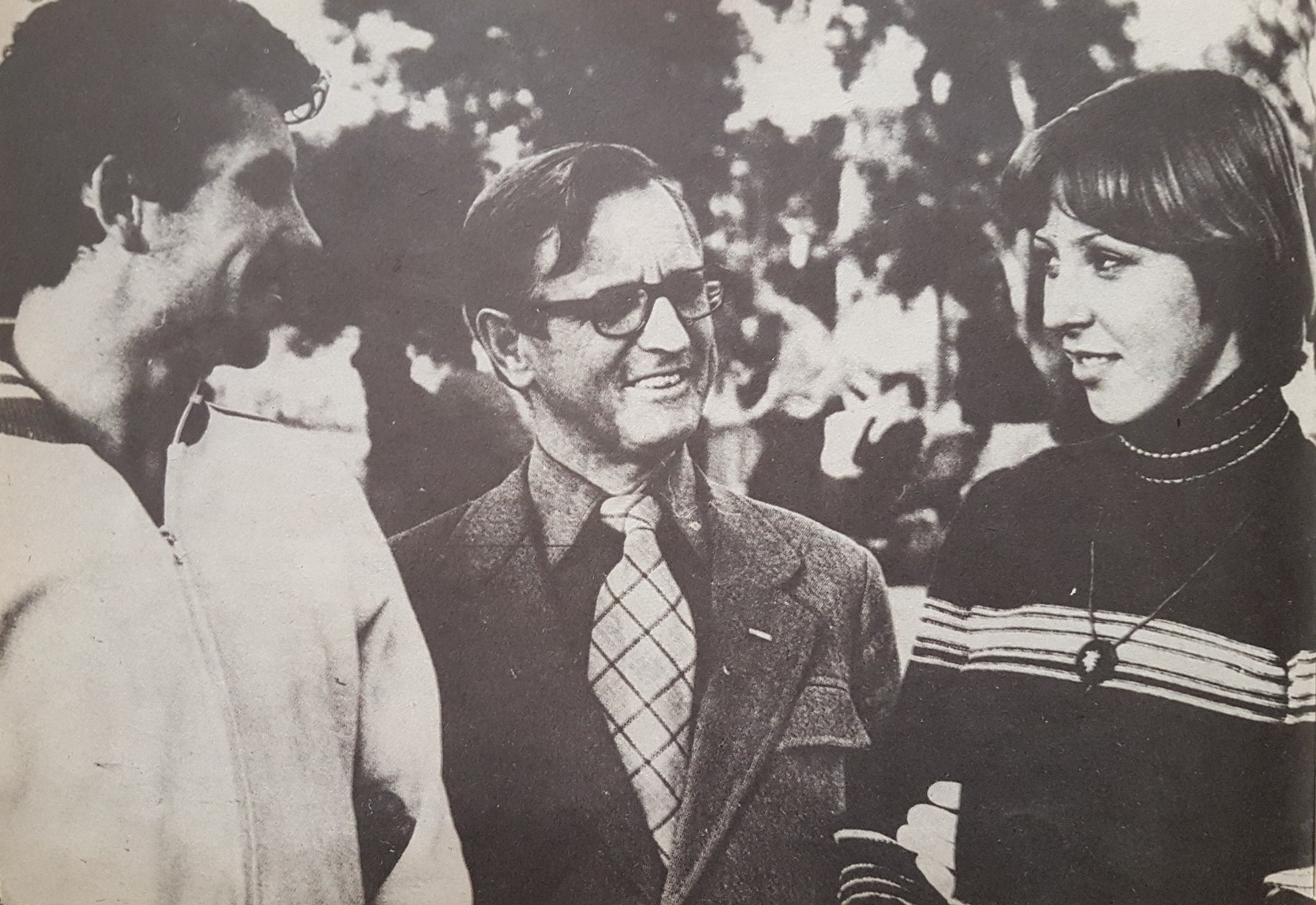
Prezes Erwin Kujawski, po prawej Marzena Grabowska, Piotr Kiedrowicz (L)

W latach od 1945 do 1958 i od 1959 do 2018, gdzie funkcjonowała sekcja lekkoatletyczna, a następnie klub, prezesami klubów byli:

### KS „Błękitni”
Załążkiem LZS „Pomorze” była sekcja lekkoatletyczna w klubie „Błękitni”, gdzie prezesami byli:

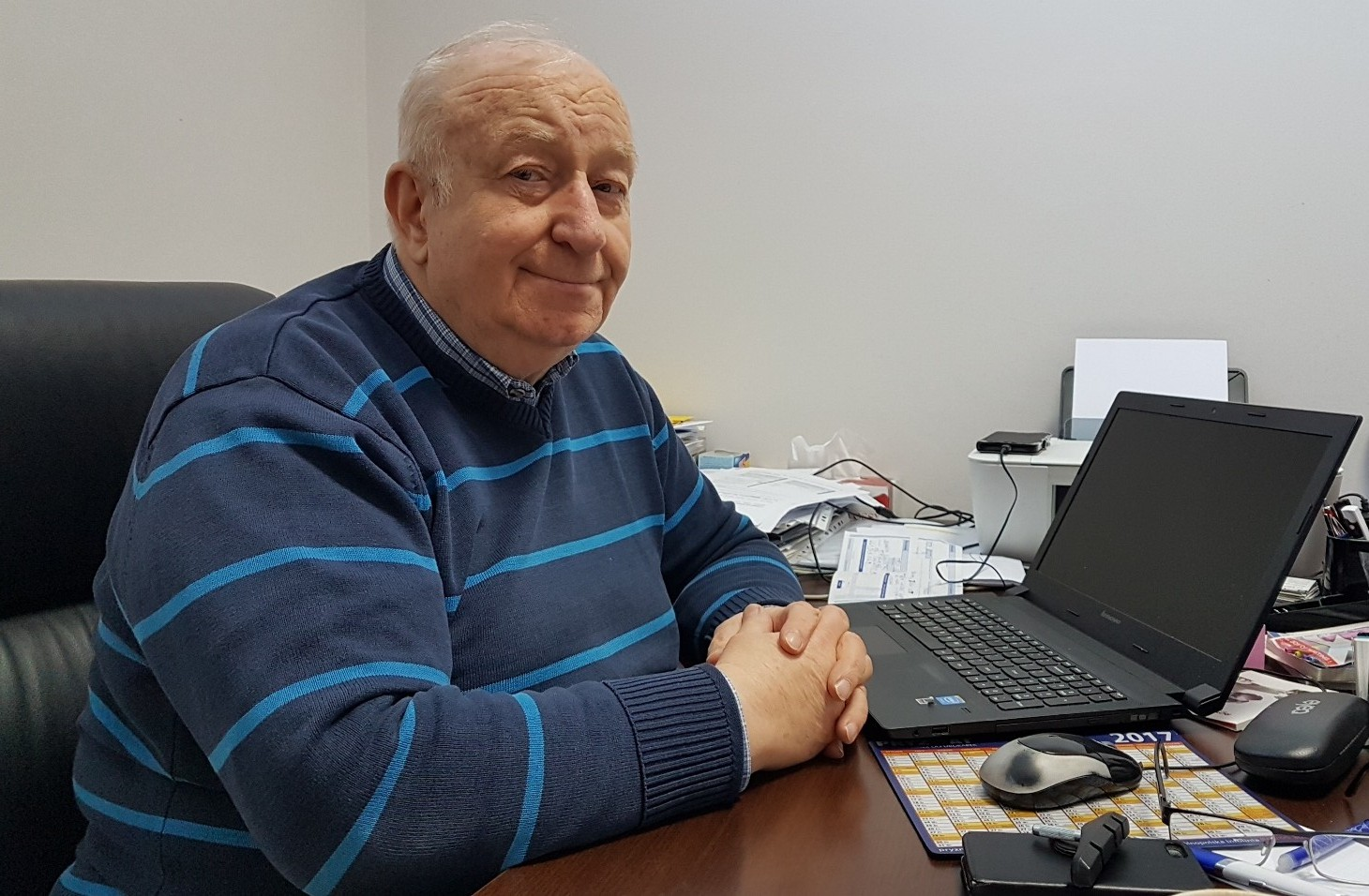
Prezes Feliks Sterna (2005–2006)

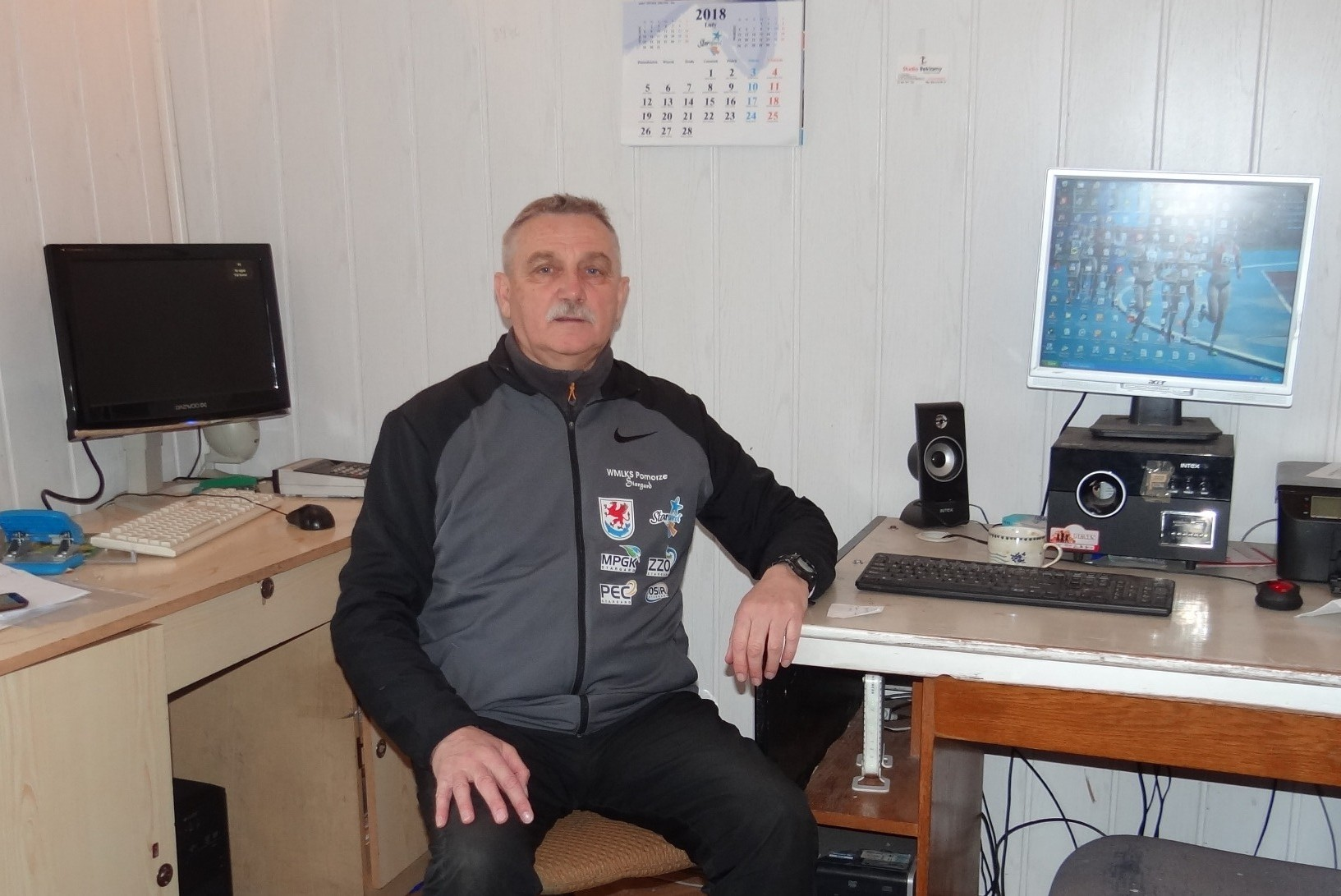
Zbigniew Krzysiek

- Tadeusz Świniarski – (1945)
- Jerzy Antonowicz – (1946)
- Stanisław Hofman – (1947)
- Stanisław Banaszak – (1947)
- Albin Kozak – (1948)
- Marian Taberski – (1948)

- Konrad Karaszewki – (1949)
- Jerzy Mianowicz – (1949)
- Edmund Kobza – (1950–1951)
- Władysław Baczyński – (1952–1953)
- Władysław Kaczorowski – (1953)
- Józef Grochmalski – (1954–1955)
- Władysław Baczyński – (1956–1957)
- Mieczysław Pijanowski – (1957)
- dr Piotr Seneńki – (1958–1959)

### LZS/LKS „Pomorze”
- Erwin Kujawski – (1959–1979?)
- Józef Krupa – (1979?-?)
- Feliks Sterna – (1996?-1997?)
- Ignacy Kowalczyk – (?-?)
- Jerzy Wojciechowski – (?-?)
- Henryk Szarycz – (? – 2008)

### LLKS „Pomorze”
W 2008 i w 2010 na bazie LKS „Pomorze” powstały kluby LLKS „Pomorze” i WMLKS „Pomorze” z prezesami:
- Krzysztof Rytwiński – (2008-?)
- Józef Piecyk – (2016-obecnie)

### WMLKS „Pomorze”
- Zbigniew Krzysiek – (2010-obecnie)

## Zawodnicy LKS, LLKS, WMLKS Pomorze (1959–2018)

### Lekkoatleci (1945–1990)

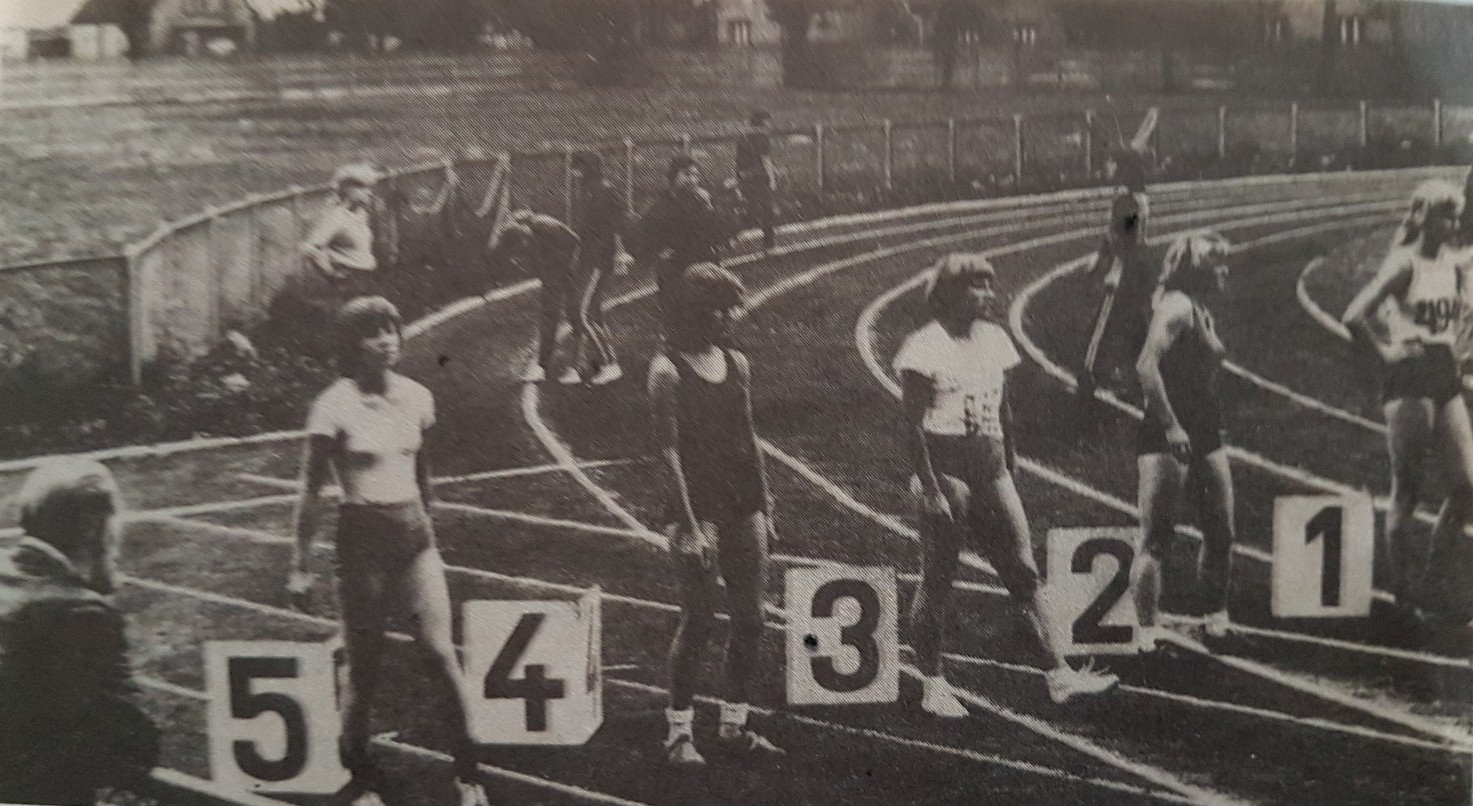
Zawody na stadionie LKS Pomorze Stargard, lata 70.

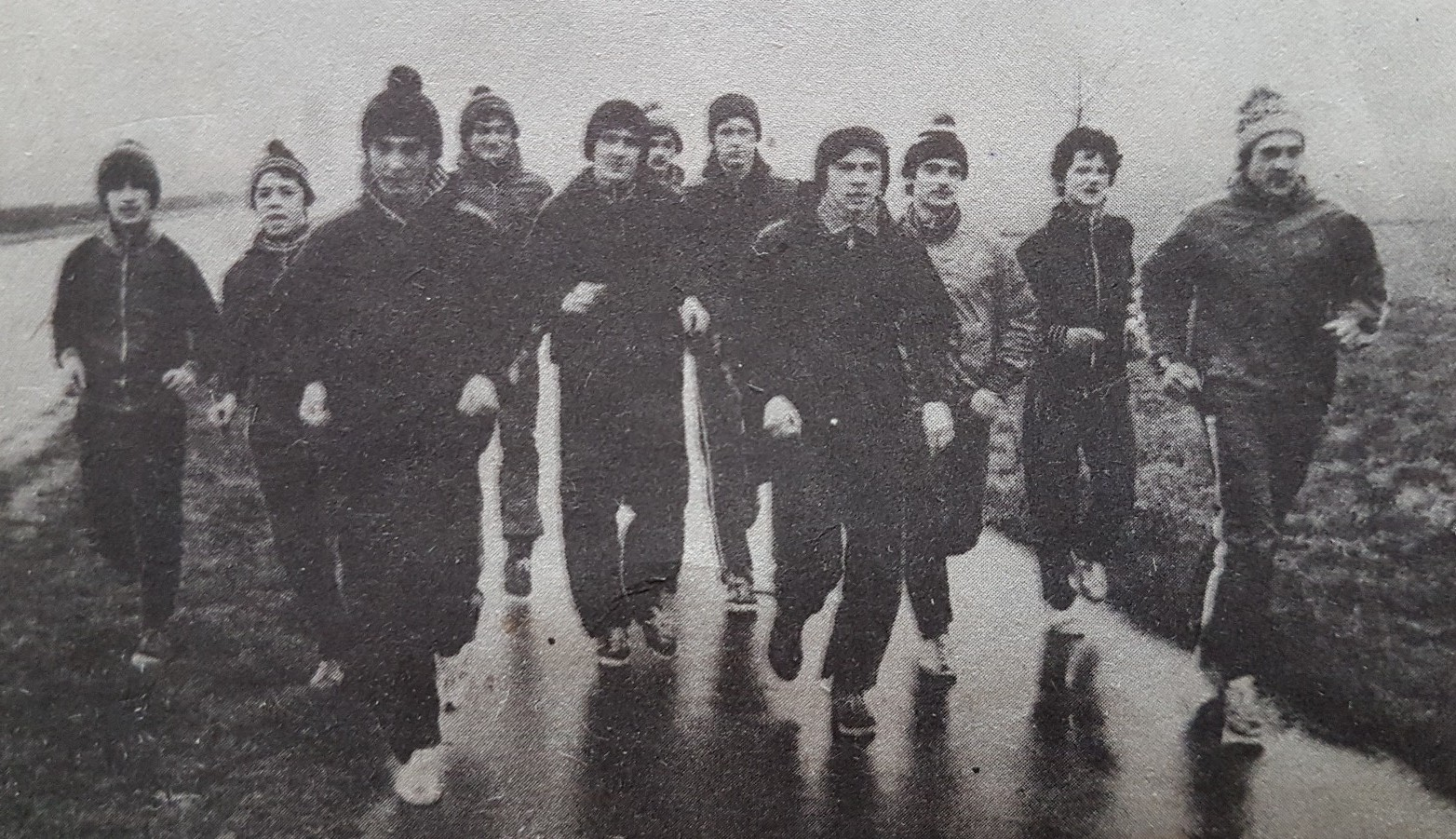
Lekkoatleci LKS Pomorza podczas treningu, lata 70.

W latach 1945–1990 wyróżniającymi się stargardzkimi lekkoatletami byli i są, między innymi:

- Tadeusz Świniarski (3000 m z przeszkodami)
- Karol Rosiak (1500 m, 3000 m)
- Dobrzańska (rzut dyskiem, pchnięcie kulą)
- Konikówna (rzut dyskiem)
- Kazimierz Więcek (rzut dyskiem)
- Aleksander Saków (rzut oszczepem)
- Danuta Piecyk (bieg na 400 m)
- Andrzej Piączkowski (rzut młotem)
- Alojzy Gołąb (biegu na 100 m i 200 m)
- Zofia Kubera (przełaje)
- Danuta Kopa (bieg na 200 m)
- Teresa Ząbek (rzut kulą)
- Józef Kosmaczewski (biegi 400 m i 800 m)
- Wiesław Drewicz (biegi 400 m i 800 m)
- Kazimierz Świtalski (bieg na 110 m przez płotki)
- Zbigniew Szafkowski (biegi na 400 m i 400 m przez płotki)
- Ludwik Świerczyński (skok wzwyż)
- Bogdan Przekopowski (rzut kulą)
- Marian Haczyk (rzut oszczep)
- Bronisław Szulc (rzut kulą)
- Stanisław Chreptowicz (rzut dyskiem)
- Włodzimierz Różyczka (rzut młotem)
- Jan Panzer
- Ignacy Krzewiński
- Urszula Prasek (biegi przełajowe, 1500 m, 3000 m)
- Jerzy Pater (chód na 50 km)
- Krzysztof Pater (chód na 20 km)
- Zbigniew Krzysiek (biegi, na 2000 m z przeszkodami)
- Roman Rejmer (chód na 20 km)
- Czesław Kurkianiec (bieg na 400 m, sztafeta 4x400 m)
- Krystyna Kurkianiec (skok w dal)
- Stefan Piecyk (bieg na 400 m przez płotki)
- Marzena Grabowska (bieg na 400 m, 400 m przez płotki)
- Teresa Matuszewska (pchnięcie kulą)
- Regina Sadowska (rzut dyskiem)
- Piotr Kiedrowicz (chód na 20 km)
- Grzegorz Gorzejewski (przełaje, bieg na 3000 m, i 5000 m),
- Grzegorz Basiak (przełaje)
- Mirosław Bielański (chód na 20 km)
- I. Pabian
- Ryszard Pawlak
- Mieczysła Rokicki
- Ewa Wrzosek (bieg 3000 m, 5000 m, bieg uliczny)
- Teresa Matuszewska
- Renata Sadowska
- Urszula Gorzonkowska
- Sławomir Jaskólski
- Grzegorz Gorzejewski
- Jerzy Wróblewicz (chód na 20 km, na 50 km)
- A. Ziętkowski
- A. Fijołek
- M. Tomczyk
- Paweł Januszewski (bieg na 400 m przez płotki)

### Lekkoatleci (1990–2018)
W latach 1990–2018 wyróżniającymi się stargardzkimi lekkoatletami byli i są, między innymi:

- Jerzy Wróblewicz (chód)
- Joanna Padolska
- Sławomir Sroczyński (skok wzwyż)
- Paweł Januszewski (400 m przez plotki)
- Krzysztof Safaryn (1500 m)
- Tomasz Sikorski (przełaje, 2000 m z przeszkodami)
- Sandra Chukwu (skok w dal)
- Andrzej Kuśmider
- Izabela Mazurek (100 m)
- Adrianna Lipko (200 m)
- Renata Kopaczewska (skok wzwyż)
- Stanisław Wilk (300 m)
- Piotr Węgrzyn (rzut kulą i dyskiem)
- Michał Lancman
- Eliza Lenartowicz (przełaje)
- Anna Wiktorczyk (przełaje)
- Kinga Łepkowska (rzut młotem)
- Kenneth Marynowski (rzut młotem)
- Mateusz Krawczyk (trójskok, skok w dal)
- Magdalena Zycer (rzut młotem)
- Marcin Grynkiewicz (bieg na 400 m)
- Barbara Ociepa (rzut młotem)
- Marta Kordykiewicz (rzut młotem)
- Bartosz Gołdyn (rzut młotem)
- Paulina Kaczyńska (5000 m i 10000 m)
- Milena Sadowska (przełaje)
- Paweł Misiaszek (rzut młotem)
- Roksana Dudkowska (rzut oszczepem)
- Patryk Szczygieł (rzut oszczepem)
- Krzysztof Młynarski (rzut oszczepem)
- Klaudia Zielińska (100 m p.pł.)
- Sylwia Zielińska (100 m p.pł.)
- Paweł Szuber (trójskok)
- Łukasz Siewielec (skok w dal, trójskok)
- Damian Kabat (biegi 3 km, 5 km, 10 km)
- Karol Buławski (rzut młotem)
- Klaudia Lewandowska (rzut oszczepem)
- Mariusz Bromberger (rzut młotem)
- Paweł Przygorski (biegi: na 2000 m z przeszkodami, przełajowe 3km, 5km)

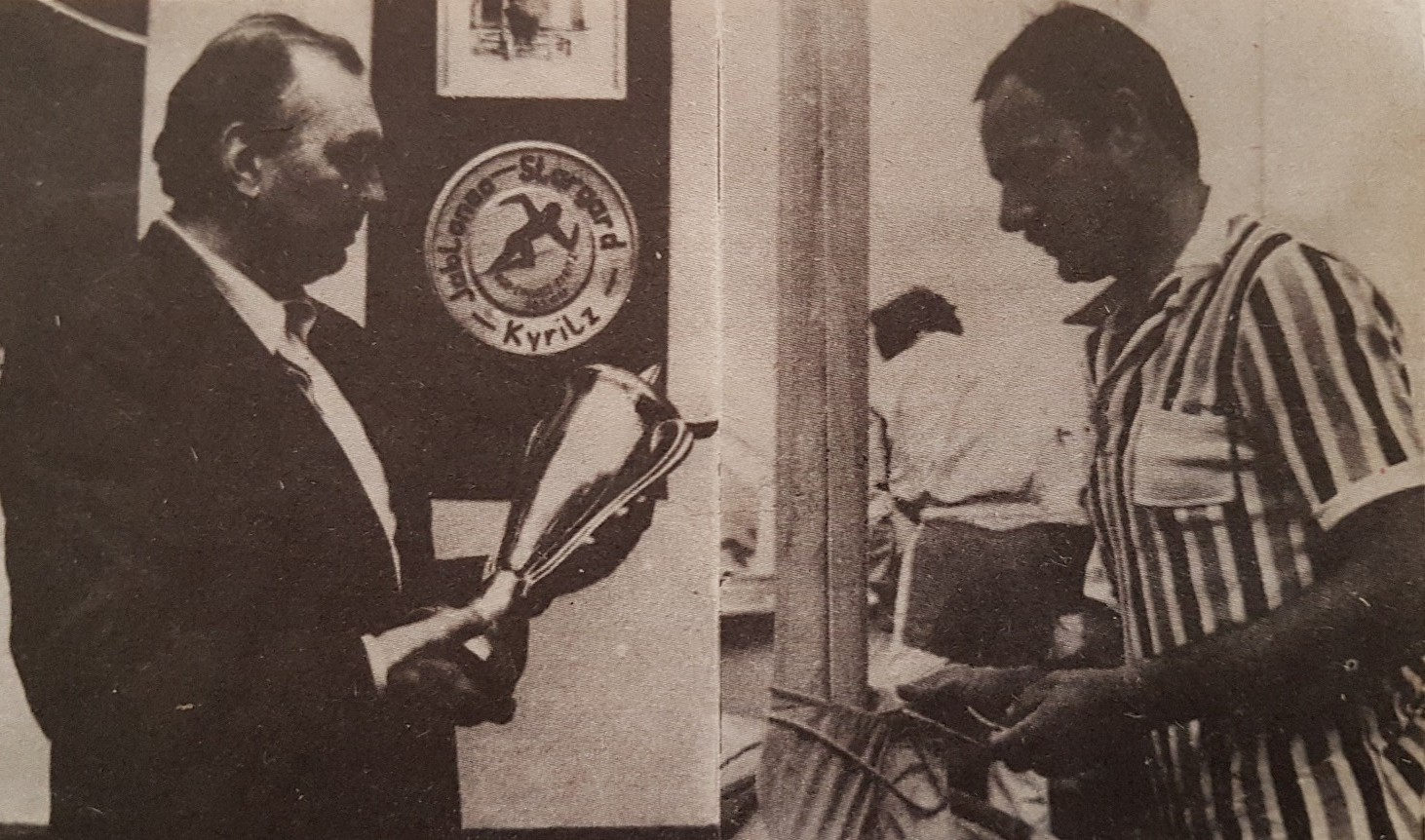
Stanisław Pawłowicz

### Żeglarze, działacze (1959-lata 90.)
W latach 1959–1990 wyróżniającymi się stargardzkimi żeglarzami i działaczami w LKS „Pomorze” byli między innymi:

- Teodor Czarnecki
- Erwin Kujawski
- Stanisław Pawłowicz
- Mieczysław Niemyski
- Jerzy Chwaścikowski
- Tadeusz Krajewski
- Marek Mirski
- Mieczysław Mirski
- Bogdan Dominiuk
- Mirosław Rytwiński
- J. Olszewski
- Leszek Chybiński
- Ryszard Dominiuk
- Sławomir Preiss
- Marian Preiss

### Kolarze (1959–1995)

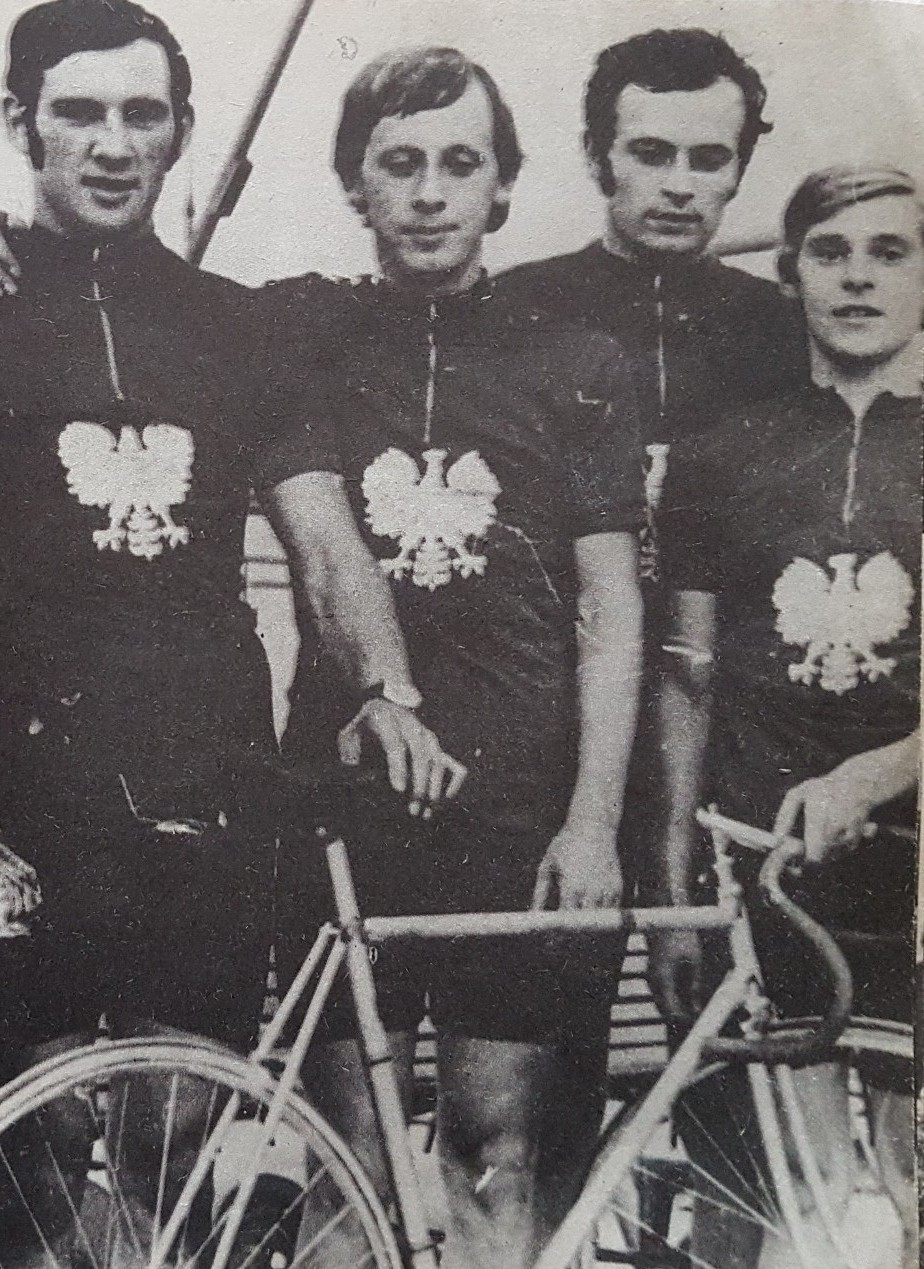
Kolarze LKS Pomorze

W latach 1959–1995 wyróżniającymi się stargardzkimi kolarzami działającymi w LKS „Pomorze” byli między innymi:

- Bernard Pruski
- Dominik Wołkowicz
- Roman Siuda
- Roman Budkiewicz
- Stanisław Niumierzycki
- Wiesław Polański
- Bernard Kręczyński
- Ryszard Szymecki
- Tadeusz Prasek
- Stanisław Weryk
- Ryszard Zawadzki
- Bartłomiej Solski
- Kazimierz Wąsaty
- Mieczysław Gielc
- M. Adamus
- Bednarek
- Borowski
- Tadeusz Sowa
- Waldemar Wójcik
- J. Horbacewicz
- I. Smolarek
- R. Skrzypczak
- Artur Krasiński
- Krzysztof Malinowski
- Grzegorz Łańc
- Maciej Chmielewski
- Marcin Wójcik
- Paweł Mazur
- Mariusz Wysocki
- Tomasz Kisieliński
- Marek Zięba
- Marek Leszczyński
- Wojciech Strzemilowski
- Tomasz Wąsaty